# Lista de asteroides (116001-117000)
Esta é uma lista parcial de asteroides, do asteroide número 116001 até o 117000, inclusive. Veja também o índice com todas as listas disponíveis.

| Objeto Próximos à Terra | Cinturão de asteroides (interno) | Cinturão de asteroides (externo) | Centauro       |
| Cruzador de Marte       | Cinturão de asteroides (meio)    | Troianos de Júpiter              | Transnetuniano |

Veja mais dados de cada asteroide na ligação externa para o Minor Planet Center na última coluna.
Índice: 116001... 116101... 116201... 116301... 116401... 116501... 116601... 116701... 116801... 116901... 

## 116001–116100
| Designação | Designação | Descoberta  | Descoberta    | Descobridor(es) | Categoria | Mais informações / Referência |
| Permanente | Provisória | Data        | Local         | Descobridor(es) | Categoria | Mais informações / Referência |
| ---------- | ---------- | ----------- | ------------- | --------------- | --------- | ----------------------------- |
| 116001     | 2003 WD74  | 20 nov 2003 | Socorro       | LINEAR          | —         | MPC                           |
| 116002     | 2003 WH75  | 18 nov 2003 | Kitt Peak     | Spacewatch      | —         | MPC                           |
| 116003     | 2003 WN75  | 19 nov 2003 | Kitt Peak     | Spacewatch      | —         | MPC                           |
| 116004     | 2003 WB76  | 19 nov 2003 | Socorro       | LINEAR          | —         | MPC                           |
| 116005     | 2003 WL77  | 19 nov 2003 | Kitt Peak     | Spacewatch      | —         | MPC                           |
| 116006     | 2003 WA78  | 20 nov 2003 | Kitt Peak     | Spacewatch      | —         | MPC                           |
| 116007     | 2003 WJ78  | 20 nov 2003 | Socorro       | LINEAR          | —         | MPC                           |
| 116008     | 2003 WE79  | 20 nov 2003 | Socorro       | LINEAR          | —         | MPC                           |
| 116009     | 2003 WT79  | 20 nov 2003 | Socorro       | LINEAR          | —         | MPC                           |
| 116010     | 2003 WP80  | 20 nov 2003 | Socorro       | LINEAR          | —         | MPC                           |
| 116011     | 2003 WQ80  | 20 nov 2003 | Catalina      | CSS             | —         | MPC                           |
| 116012     | 2003 WU81  | 18 nov 2003 | Palomar       | NEAT            | —         | MPC                           |
| 116013     | 2003 WU82  | 19 nov 2003 | Palomar       | NEAT            | —         | MPC                           |
| 116014     | 2003 WA83  | 20 nov 2003 | Socorro       | LINEAR          | —         | MPC                           |
| 116015     | 2003 WE83  | 20 nov 2003 | Palomar       | NEAT            | Phocaea   | MPC                           |
| 116016     | 2003 WK83  | 20 nov 2003 | Socorro       | LINEAR          | Koronis   | MPC                           |
| 116017     | 2003 WN84  | 19 nov 2003 | Palomar       | NEAT            | —         | MPC                           |
| 116018     | 2003 WS84  | 19 nov 2003 | Catalina      | CSS             | —         | MPC                           |
| 116019     | 2003 WT84  | 19 nov 2003 | Catalina      | CSS             | —         | MPC                           |
| 116020     | 2003 WC86  | 20 nov 2003 | Socorro       | LINEAR          | —         | MPC                           |
| 116021     | 2003 WG86  | 21 nov 2003 | Palomar       | NEAT            | —         | MPC                           |
| 116022     | 2003 WM87  | 21 nov 2003 | Socorro       | LINEAR          | —         | MPC                           |
| 116023     | 2003 WN87  | 21 nov 2003 | Socorro       | LINEAR          | —         | MPC                           |
| 116024     | 2003 WR87  | 22 nov 2003 | Catalina      | CSS             | —         | MPC                           |
| 116025     | 2003 WS87  | 22 nov 2003 | Socorro       | LINEAR          | —         | MPC                           |
| 116026     | 2003 WP88  | 16 nov 2003 | Kitt Peak     | Spacewatch      | —         | MPC                           |
| 116027     | 2003 WV88  | 16 nov 2003 | Catalina      | CSS             | Mitidika  | MPC                           |
| 116028     | 2003 WJ89  | 16 nov 2003 | Catalina      | CSS             | —         | MPC                           |
| 116029     | 2003 WO89  | 16 nov 2003 | Catalina      | CSS             | —         | MPC                           |
| 116030     | 2003 WY90  | 18 nov 2003 | Kitt Peak     | Spacewatch      | —         | MPC                           |
| 116031     | 2003 WR91  | 18 nov 2003 | Kitt Peak     | Spacewatch      | —         | MPC                           |
| 116032     | 2003 WQ92  | 19 nov 2003 | Anderson Mesa | LONEOS          | —         | MPC                           |
| 116033     | 2003 WY92  | 19 nov 2003 | Anderson Mesa | LONEOS          | —         | MPC                           |
| 116034     | 2003 WH95  | 19 nov 2003 | Anderson Mesa | LONEOS          | Mitidika  | MPC                           |
| 116035     | 2003 WN96  | 19 nov 2003 | Anderson Mesa | LONEOS          | —         | MPC                           |
| 116036     | 2003 WX97  | 19 nov 2003 | Anderson Mesa | LONEOS          | —         | MPC                           |
| 116037     | 2003 WU99  | 20 nov 2003 | Socorro       | LINEAR          | Phocaea   | MPC                           |
| 116038     | 2003 WY99  | 20 nov 2003 | Socorro       | LINEAR          | —         | MPC                           |
| 116039     | 2003 WZ99  | 20 nov 2003 | Socorro       | LINEAR          | —         | MPC                           |
| 116040     | 2003 WQ100 | 21 nov 2003 | Palomar       | NEAT            | —         | MPC                           |
| 116041     | 2003 WZ100 | 21 nov 2003 | Catalina      | CSS             | —         | MPC                           |
| 116042     | 2003 WA101 | 21 nov 2003 | Catalina      | CSS             | —         | MPC                           |
| 116043     | 2003 WW101 | 21 nov 2003 | Socorro       | LINEAR          | —         | MPC                           |
| 116044     | 2003 WE102 | 21 nov 2003 | Socorro       | LINEAR          | —         | MPC                           |
| 116045     | 2003 WR102 | 21 nov 2003 | Socorro       | LINEAR          | —         | MPC                           |
| 116046     | 2003 WZ102 | 21 nov 2003 | Socorro       | LINEAR          | —         | MPC                           |
| 116047     | 2003 WR104 | 21 nov 2003 | Socorro       | LINEAR          | —         | MPC                           |
| 116048     | 2003 WC105 | 21 nov 2003 | Socorro       | LINEAR          | —         | MPC                           |
| 116049     | 2003 WE105 | 21 nov 2003 | Kitt Peak     | Spacewatch      | Phocaea   | MPC                           |
| 116050     | 2003 WL105 | 21 nov 2003 | Socorro       | LINEAR          | —         | MPC                           |
| 116051     | 2003 WM106 | 21 nov 2003 | Socorro       | LINEAR          | —         | MPC                           |
| 116052     | 2003 WT106 | 21 nov 2003 | Palomar       | NEAT            | —         | MPC                           |
| 116053     | 2003 WD107 | 22 nov 2003 | Socorro       | LINEAR          | —         | MPC                           |
| 116054     | 2003 WO107 | 23 nov 2003 | Socorro       | LINEAR          | —         | MPC                           |
| 116055     | 2003 WQ107 | 23 nov 2003 | Catalina      | CSS             | —         | MPC                           |
| 116056     | 2003 WS107 | 23 nov 2003 | Catalina      | CSS             | Phocaea   | MPC                           |
| 116057     | 2003 WW107 | 24 nov 2003 | Catalina      | CSS             | —         | MPC                           |
| 116058     | 2003 WB108 | 20 nov 2003 | Socorro       | LINEAR          | —         | MPC                           |
| 116059     | 2003 WG110 | 20 nov 2003 | Socorro       | LINEAR          | —         | MPC                           |
| 116060     | 2003 WL111 | 20 nov 2003 | Socorro       | LINEAR          | —         | MPC                           |
| 116061     | 2003 WO111 | 20 nov 2003 | Socorro       | LINEAR          | —         | MPC                           |
| 116062     | 2003 WN115 | 20 nov 2003 | Socorro       | LINEAR          | Ursula    | MPC                           |
| 116063     | 2003 WM117 | 20 nov 2003 | Socorro       | LINEAR          | —         | MPC                           |
| 116064     | 2003 WA118 | 20 nov 2003 | Socorro       | LINEAR          | —         | MPC                           |
| 116065     | 2003 WX118 | 20 nov 2003 | Socorro       | LINEAR          | —         | MPC                           |
| 116066     | 2003 WC119 | 20 nov 2003 | Socorro       | LINEAR          | Brangane  | MPC                           |
| 116067     | 2003 WF119 | 20 nov 2003 | Socorro       | LINEAR          | —         | MPC                           |
| 116068     | 2003 WW119 | 20 nov 2003 | Socorro       | LINEAR          | —         | MPC                           |
| 116069     | 2003 WR120 | 20 nov 2003 | Socorro       | LINEAR          | Brangane  | MPC                           |
| 116070     | 2003 WV120 | 20 nov 2003 | Socorro       | LINEAR          | —         | MPC                           |
| 116071     | 2003 WB121 | 20 nov 2003 | Socorro       | LINEAR          | —         | MPC                           |
| 116072     | 2003 WG121 | 20 nov 2003 | Socorro       | LINEAR          | —         | MPC                           |
| 116073     | 2003 WH121 | 20 nov 2003 | Socorro       | LINEAR          | —         | MPC                           |
| 116074     | 2003 WK121 | 20 nov 2003 | Socorro       | LINEAR          | —         | MPC                           |
| 116075     | 2003 WX121 | 20 nov 2003 | Socorro       | LINEAR          | —         | MPC                           |
| 116076     | 2003 WL123 | 20 nov 2003 | Socorro       | LINEAR          | —         | MPC                           |
| 116077     | 2003 WT123 | 20 nov 2003 | Socorro       | LINEAR          | —         | MPC                           |
| 116078     | 2003 WV123 | 20 nov 2003 | Socorro       | LINEAR          | —         | MPC                           |
| 116079     | 2003 WA124 | 20 nov 2003 | Socorro       | LINEAR          | —         | MPC                           |
| 116080     | 2003 WG124 | 20 nov 2003 | Socorro       | LINEAR          | —         | MPC                           |
| 116081     | 2003 WM124 | 20 nov 2003 | Socorro       | LINEAR          | —         | MPC                           |
| 116082     | 2003 WZ124 | 20 nov 2003 | Socorro       | LINEAR          | —         | MPC                           |
| 116083     | 2003 WA125 | 20 nov 2003 | Socorro       | LINEAR          | —         | MPC                           |
| 116084     | 2003 WB125 | 20 nov 2003 | Socorro       | LINEAR          | —         | MPC                           |
| 116085     | 2003 WK125 | 20 nov 2003 | Socorro       | LINEAR          | —         | MPC                           |
| 116086     | 2003 WU125 | 20 nov 2003 | Socorro       | LINEAR          | —         | MPC                           |
| 116087     | 2003 WX125 | 20 nov 2003 | Socorro       | LINEAR          | —         | MPC                           |
| 116088     | 2003 WY125 | 20 nov 2003 | Socorro       | LINEAR          | —         | MPC                           |
| 116089     | 2003 WA126 | 20 nov 2003 | Socorro       | LINEAR          | —         | MPC                           |
| 116090     | 2003 WC126 | 20 nov 2003 | Socorro       | LINEAR          | —         | MPC                           |
| 116091     | 2003 WG126 | 20 nov 2003 | Socorro       | LINEAR          | —         | MPC                           |
| 116092     | 2003 WJ126 | 20 nov 2003 | Socorro       | LINEAR          | —         | MPC                           |
| 116093     | 2003 WK126 | 20 nov 2003 | Socorro       | LINEAR          | —         | MPC                           |
| 116094     | 2003 WZ126 | 20 nov 2003 | Socorro       | LINEAR          | —         | MPC                           |
| 116095     | 2003 WD127 | 20 nov 2003 | Socorro       | LINEAR          | —         | MPC                           |
| 116096     | 2003 WE127 | 20 nov 2003 | Socorro       | LINEAR          | Ursula    | MPC                           |
| 116097     | 2003 WH127 | 20 nov 2003 | Socorro       | LINEAR          | —         | MPC                           |
| 116098     | 2003 WU127 | 20 nov 2003 | Socorro       | LINEAR          | —         | MPC                           |
| 116099     | 2003 WY127 | 20 nov 2003 | Socorro       | LINEAR          | —         | MPC                           |
| 116100     | 2003 WB128 | 20 nov 2003 | Socorro       | LINEAR          | —         | MPC                           |

## 116101–116200
| Designação         | Designação | Descoberta  | Descoberta    | Descobridor(es)         | Categoria | Mais informações / Referência |
| Permanente         | Provisória | Data        | Local         | Descobridor(es)         | Categoria | Mais informações / Referência |
| ------------------ | ---------- | ----------- | ------------- | ----------------------- | --------- | ----------------------------- |
| 116101             | 2003 WM131 | 21 nov 2003 | Palomar       | NEAT                    | —         | MPC                           |
| 116102             | 2003 WL132 | 19 nov 2003 | Kitt Peak     | Spacewatch              | —         | MPC                           |
| 116103             | 2003 WT132 | 21 nov 2003 | Socorro       | LINEAR                  | —         | MPC                           |
| 116104             | 2003 WB133 | 21 nov 2003 | Socorro       | LINEAR                  | —         | MPC                           |
| 116105             | 2003 WZ133 | 21 nov 2003 | Socorro       | LINEAR                  | —         | MPC                           |
| 116106             | 2003 WC134 | 21 nov 2003 | Socorro       | LINEAR                  | —         | MPC                           |
| 116107             | 2003 WE134 | 21 nov 2003 | Socorro       | LINEAR                  | —         | MPC                           |
| 116108             | 2003 WR134 | 21 nov 2003 | Socorro       | LINEAR                  | —         | MPC                           |
| 116109             | 2003 WT134 | 21 nov 2003 | Socorro       | LINEAR                  | —         | MPC                           |
| 116110             | 2003 WV134 | 21 nov 2003 | Socorro       | LINEAR                  | —         | MPC                           |
| 116111             | 2003 WD135 | 21 nov 2003 | Socorro       | LINEAR                  | —         | MPC                           |
| 116112             | 2003 WH135 | 21 nov 2003 | Socorro       | LINEAR                  | —         | MPC                           |
| 116113             | 2003 WW135 | 21 nov 2003 | Socorro       | LINEAR                  | —         | MPC                           |
| 116114             | 2003 WZ135 | 21 nov 2003 | Socorro       | LINEAR                  | —         | MPC                           |
| 116115             | 2003 WL136 | 21 nov 2003 | Socorro       | LINEAR                  | —         | MPC                           |
| 116116             | 2003 WY136 | 21 nov 2003 | Socorro       | LINEAR                  | Brangane  | MPC                           |
| 116117             | 2003 WG137 | 21 nov 2003 | Socorro       | LINEAR                  | —         | MPC                           |
| 116118             | 2003 WH137 | 21 nov 2003 | Socorro       | LINEAR                  | —         | MPC                           |
| 116119             | 2003 WU137 | 21 nov 2003 | Socorro       | LINEAR                  | —         | MPC                           |
| 116120             | 2003 WP138 | 21 nov 2003 | Socorro       | LINEAR                  | —         | MPC                           |
| 116121             | 2003 WU138 | 21 nov 2003 | Socorro       | LINEAR                  | —         | MPC                           |
| 116122             | 2003 WD139 | 21 nov 2003 | Socorro       | LINEAR                  | —         | MPC                           |
| 116123             | 2003 WL139 | 21 nov 2003 | Socorro       | LINEAR                  | —         | MPC                           |
| 116124             | 2003 WU139 | 21 nov 2003 | Socorro       | LINEAR                  | —         | MPC                           |
| 116125             | 2003 WY139 | 21 nov 2003 | Socorro       | LINEAR                  | Phocaea   | MPC                           |
| 116126             | 2003 WA140 | 21 nov 2003 | Socorro       | LINEAR                  | —         | MPC                           |
| 116127             | 2003 WL140 | 21 nov 2003 | Socorro       | LINEAR                  | —         | MPC                           |
| 116128             | 2003 WN140 | 21 nov 2003 | Socorro       | LINEAR                  | —         | MPC                           |
| 116129             | 2003 WO140 | 21 nov 2003 | Socorro       | LINEAR                  | —         | MPC                           |
| 116130             | 2003 WB141 | 21 nov 2003 | Socorro       | LINEAR                  | —         | MPC                           |
| 116131             | 2003 WS141 | 21 nov 2003 | Socorro       | LINEAR                  | —         | MPC                           |
| 116132             | 2003 WA142 | 21 nov 2003 | Socorro       | LINEAR                  | —         | MPC                           |
| 116133             | 2003 WO142 | 21 nov 2003 | Socorro       | LINEAR                  | —         | MPC                           |
| 116134             | 2003 WZ142 | 23 nov 2003 | Socorro       | LINEAR                  | —         | MPC                           |
| 116135             | 2003 WC144 | 21 nov 2003 | Socorro       | LINEAR                  | Mitidika  | MPC                           |
| 116136             | 2003 WH144 | 21 nov 2003 | Socorro       | LINEAR                  | —         | MPC                           |
| 116137             | 2003 WC145 | 21 nov 2003 | Socorro       | LINEAR                  | —         | MPC                           |
| 116138             | 2003 WK145 | 21 nov 2003 | Socorro       | LINEAR                  | Themis    | MPC                           |
| 116139             | 2003 WA146 | 21 nov 2003 | Socorro       | LINEAR                  | —         | MPC                           |
| 116140             | 2003 WP146 | 23 nov 2003 | Catalina      | CSS                     | —         | MPC                           |
| 116141             | 2003 WA149 | 24 nov 2003 | Socorro       | LINEAR                  | —         | MPC                           |
| 116142             | 2003 WA150 | 24 nov 2003 | Anderson Mesa | LONEOS                  | —         | MPC                           |
| 116143             | 2003 WO152 | 25 nov 2003 | Kingsnake     | J. V. McClusky          | —         | MPC                           |
| 116144             | 2003 WM153 | 26 nov 2003 | Anderson Mesa | LONEOS                  | —         | MPC                           |
| 116145             | 2003 WA156 | 29 nov 2003 | Kitt Peak     | Spacewatch              | —         | MPC                           |
| 116146             | 2003 WJ156 | 29 nov 2003 | Socorro       | LINEAR                  | —         | MPC                           |
| 116147             | 2003 WM157 | 18 nov 2003 | Kitt Peak     | Spacewatch              | —         | MPC                           |
| 116148             | 2003 WN157 | 19 nov 2003 | Anderson Mesa | LONEOS                  | —         | MPC                           |
| 116149             | 2003 WU158 | 29 nov 2003 | Needville     | Needville Obs.          | —         | MPC                           |
| 116150             | 2003 WD163 | 30 nov 2003 | Socorro       | LINEAR                  | Phocaea   | MPC                           |
| 116151             | 2003 WR164 | 30 nov 2003 | Kitt Peak     | Spacewatch              | —         | MPC                           |
| 116152             | 2003 WX165 | 30 nov 2003 | Kitt Peak     | Spacewatch              | —         | MPC                           |
| 116153             | 2003 WO166 | 18 nov 2003 | Anderson Mesa | LONEOS                  | —         | MPC                           |
| 116154             | 2003 WA168 | 19 nov 2003 | Palomar       | NEAT                    | —         | MPC                           |
| 116155             | 2003 WW168 | 19 nov 2003 | Palomar       | NEAT                    | —         | MPC                           |
| 116156             | 2003 WS170 | 21 nov 2003 | Catalina      | CSS                     | —         | MPC                           |
| 116157             | 2003 WC171 | 21 nov 2003 | Palomar       | NEAT                    | —         | MPC                           |
| 116158             | 2003 WU171 | 29 nov 2003 | Socorro       | LINEAR                  | —         | MPC                           |
| 116159             | 2003 WZ171 | 29 nov 2003 | Socorro       | LINEAR                  | —         | MPC                           |
| 116160             | 2003 WK176 | 19 nov 2003 | Socorro       | LINEAR                  | —         | MPC                           |
| 116161             | 2003 WS176 | 19 nov 2003 | Kitt Peak     | Spacewatch              | —         | MPC                           |
| 116162             | 2003 WL181 | 20 nov 2003 | Kitt Peak     | M. W. Buie              | —         | MPC                           |
| 116163             | 2003 WW181 | 21 nov 2003 | Socorro       | LINEAR                  | —         | MPC                           |
| 116164             | 2003 WD190 | 24 nov 2003 | Socorro       | LINEAR                  | —         | MPC                           |
| 116165             | 2003 WU190 | 20 nov 2003 | Palomar       | NEAT                    | —         | MPC                           |
| 116166 Andrémaeder | 2003 XJ    | 3 dez 2003  | La Silla      | R. Behrend, R. Gauderon | —         | MPC                           |
| 116167             | 2003 XG1   | 1 dez 2003  | Socorro       | LINEAR                  | —         | MPC                           |
| 116168             | 2003 XR1   | 1 dez 2003  | Kitt Peak     | Spacewatch              | —         | MPC                           |
| 116169             | 2003 XL2   | 1 dez 2003  | Socorro       | LINEAR                  | —         | MPC                           |
| 116170             | 2003 XW2   | 1 dez 2003  | Socorro       | LINEAR                  | —         | MPC                           |
| 116171             | 2003 XX2   | 1 dez 2003  | Socorro       | LINEAR                  | —         | MPC                           |
| 116172             | 2003 XE3   | 1 dez 2003  | Socorro       | LINEAR                  | —         | MPC                           |
| 116173             | 2003 XF3   | 1 dez 2003  | Socorro       | LINEAR                  | —         | MPC                           |
| 116174             | 2003 XR3   | 1 dez 2003  | Socorro       | LINEAR                  | —         | MPC                           |
| 116175             | 2003 XZ3   | 1 dez 2003  | Socorro       | LINEAR                  | —         | MPC                           |
| 116176             | 2003 XC4   | 1 dez 2003  | Socorro       | LINEAR                  | —         | MPC                           |
| 116177             | 2003 XN4   | 1 dez 2003  | Socorro       | LINEAR                  | —         | MPC                           |
| 116178             | 2003 XP4   | 1 dez 2003  | Socorro       | LINEAR                  | —         | MPC                           |
| 116179             | 2003 XU4   | 1 dez 2003  | Socorro       | LINEAR                  | Phocaea   | MPC                           |
| 116180             | 2003 XW4   | 1 dez 2003  | Kitt Peak     | Spacewatch              | —         | MPC                           |
| 116181             | 2003 XB5   | 1 dez 2003  | Catalina      | CSS                     | —         | MPC                           |
| 116182             | 2003 XQ5   | 3 dez 2003  | Anderson Mesa | LONEOS                  | —         | MPC                           |
| 116183             | 2003 XD6   | 3 dez 2003  | Socorro       | LINEAR                  | —         | MPC                           |
| 116184             | 2003 XH6   | 3 dez 2003  | Socorro       | LINEAR                  | —         | MPC                           |
| 116185             | 2003 XK6   | 3 dez 2003  | Socorro       | LINEAR                  | Phocaea   | MPC                           |
| 116186             | 2003 XZ7   | 3 dez 2003  | Socorro       | LINEAR                  | —         | MPC                           |
| 116187             | 2003 XG8   | 4 dez 2003  | Socorro       | LINEAR                  | —         | MPC                           |
| 116188             | 2003 XE9   | 4 dez 2003  | Socorro       | LINEAR                  | —         | MPC                           |
| 116189             | 2003 XL9   | 4 dez 2003  | Socorro       | LINEAR                  | —         | MPC                           |
| 116190             | 2003 XS9   | 4 dez 2003  | Socorro       | LINEAR                  | —         | MPC                           |
| 116191             | 2003 XG10  | 4 dez 2003  | Socorro       | LINEAR                  | —         | MPC                           |
| 116192             | 2003 XS10  | 10 dez 2003 | Nogales       | Tenagra II Obs.         | —         | MPC                           |
| 116193             | 2003 XK11  | 12 dez 2003 | Palomar       | NEAT                    | —         | MPC                           |
| 116194             | 2003 XV11  | 13 dez 2003 | Socorro       | LINEAR                  | —         | MPC                           |
| 116195             | 2003 XY11  | 13 dez 2003 | Socorro       | LINEAR                  | —         | MPC                           |
| 116196             | 2003 XD13  | 14 dez 2003 | Kitt Peak     | Spacewatch              | —         | MPC                           |
| 116197             | 2003 XC14  | 15 dez 2003 | Socorro       | LINEAR                  | —         | MPC                           |
| 116198             | 2003 XJ14  | 15 dez 2003 | Socorro       | LINEAR                  | —         | MPC                           |
| 116199             | 2003 XN14  | 1 dez 2003  | Socorro       | LINEAR                  | —         | MPC                           |
| 116200             | 2003 XY14  | 15 dez 2003 | Socorro       | LINEAR                  | —         | MPC                           |

## 116201–116300
| Designação | Designação | Descoberta  | Descoberta    | Descobridor(es) | Categoria | Mais informações / Referência |
| Permanente | Provisória | Data        | Local         | Descobridor(es) | Categoria | Mais informações / Referência |
| ---------- | ---------- | ----------- | ------------- | --------------- | --------- | ----------------------------- |
| 116201     | 2003 XS15  | 3 dez 2003  | Anderson Mesa | LONEOS          | —         | MPC                           |
| 116202     | 2003 XE19  | 14 dez 2003 | Palomar       | NEAT            | —         | MPC                           |
| 116203     | 2003 XQ20  | 14 dez 2003 | Palomar       | NEAT            | —         | MPC                           |
| 116204     | 2003 XD22  | 12 dez 2003 | Palomar       | NEAT            | —         | MPC                           |
| 116205     | 2003 XR22  | 5 dez 2003  | Catalina      | CSS             | —         | MPC                           |
| 116206     | 2003 XZ32  | 1 dez 2003  | Kitt Peak     | Spacewatch      | —         | MPC                           |
| 116207     | 2003 XS34  | 3 dez 2003  | Socorro       | LINEAR          | —         | MPC                           |
| 116208     | 2003 XY34  | 3 dez 2003  | Socorro       | LINEAR          | —         | MPC                           |
| 116209     | 2003 XC35  | 3 dez 2003  | Socorro       | LINEAR          | —         | MPC                           |
| 116210     | 2003 XT35  | 3 dez 2003  | Socorro       | LINEAR          | —         | MPC                           |
| 116211     | 2003 XA36  | 3 dez 2003  | Socorro       | LINEAR          | Brangane  | MPC                           |
| 116212     | 2003 XP36  | 3 dez 2003  | Socorro       | LINEAR          | —         | MPC                           |
| 116213     | 2003 XS36  | 3 dez 2003  | Socorro       | LINEAR          | —         | MPC                           |
| 116214     | 2003 XA37  | 3 dez 2003  | Socorro       | LINEAR          | —         | MPC                           |
| 116215     | 2003 XW39  | 13 dez 2003 | Palomar       | NEAT            | —         | MPC                           |
| 116216     | 2003 XA41  | 14 dez 2003 | Kitt Peak     | Spacewatch      | —         | MPC                           |
| 116217     | 2003 XK41  | 14 dez 2003 | Kitt Peak     | Spacewatch      | —         | MPC                           |
| 116218     | 2003 XQ42  | 15 dez 2003 | Socorro       | LINEAR          | —         | MPC                           |
| 116219     | 2003 YH    | 16 dez 2003 | Socorro       | LINEAR          | —         | MPC                           |
| 116220     | 2003 YO2   | 17 dez 2003 | Kitt Peak     | Spacewatch      | —         | MPC                           |
| 116221     | 2003 YU3   | 19 dez 2003 | Socorro       | LINEAR          | —         | MPC                           |
| 116222     | 2003 YW3   | 16 dez 2003 | Catalina      | CSS             | —         | MPC                           |
| 116223     | 2003 YD4   | 16 dez 2003 | Catalina      | CSS             | Brangane  | MPC                           |
| 116224     | 2003 YN4   | 16 dez 2003 | Kitt Peak     | Spacewatch      | —         | MPC                           |
| 116225     | 2003 YS4   | 16 dez 2003 | Kitt Peak     | Spacewatch      | —         | MPC                           |
| 116226     | 2003 YU4   | 16 dez 2003 | Kitt Peak     | Spacewatch      | Brangane  | MPC                           |
| 116227     | 2003 YX4   | 16 dez 2003 | Catalina      | CSS             | —         | MPC                           |
| 116228     | 2003 YZ4   | 16 dez 2003 | Catalina      | CSS             | Ursula    | MPC                           |
| 116229     | 2003 YF5   | 16 dez 2003 | Kitt Peak     | Spacewatch      | —         | MPC                           |
| 116230     | 2003 YH5   | 16 dez 2003 | Catalina      | CSS             | —         | MPC                           |
| 116231     | 2003 YO5   | 16 dez 2003 | Catalina      | CSS             | Brangane  | MPC                           |
| 116232     | 2003 YW5   | 16 dez 2003 | Kitt Peak     | Spacewatch      | —         | MPC                           |
| 116233     | 2003 YY5   | 16 dez 2003 | Anderson Mesa | LONEOS          | —         | MPC                           |
| 116234     | 2003 YT6   | 17 dez 2003 | Anderson Mesa | LONEOS          | —         | MPC                           |
| 116235     | 2003 YW8   | 19 dez 2003 | Socorro       | LINEAR          | —         | MPC                           |
| 116236     | 2003 YH11  | 17 dez 2003 | Socorro       | LINEAR          | —         | MPC                           |
| 116237     | 2003 YF12  | 17 dez 2003 | Socorro       | LINEAR          | —         | MPC                           |
| 116238     | 2003 YJ12  | 17 dez 2003 | Socorro       | LINEAR          | —         | MPC                           |
| 116239     | 2003 YR12  | 17 dez 2003 | Anderson Mesa | LONEOS          | Brangane  | MPC                           |
| 116240     | 2003 YQ13  | 17 dez 2003 | Catalina      | CSS             | —         | MPC                           |
| 116241     | 2003 YE14  | 17 dez 2003 | Socorro       | LINEAR          | —         | MPC                           |
| 116242     | 2003 YY14  | 17 dez 2003 | Socorro       | LINEAR          | —         | MPC                           |
| 116243     | 2003 YF15  | 17 dez 2003 | Socorro       | LINEAR          | —         | MPC                           |
| 116244     | 2003 YZ15  | 17 dez 2003 | Anderson Mesa | LONEOS          | —         | MPC                           |
| 116245     | 2003 YC16  | 17 dez 2003 | Anderson Mesa | LONEOS          | —         | MPC                           |
| 116246     | 2003 YK16  | 17 dez 2003 | Anderson Mesa | LONEOS          | —         | MPC                           |
| 116247     | 2003 YJ18  | 17 dez 2003 | Kitt Peak     | Spacewatch      | —         | MPC                           |
| 116248     | 2003 YN20  | 17 dez 2003 | Kitt Peak     | Spacewatch      | —         | MPC                           |
| 116249     | 2003 YS21  | 17 dez 2003 | Kitt Peak     | Spacewatch      | —         | MPC                           |
| 116250     | 2003 YK22  | 18 dez 2003 | Socorro       | LINEAR          | —         | MPC                           |
| 116251     | 2003 YV23  | 17 dez 2003 | Socorro       | LINEAR          | —         | MPC                           |
| 116252     | 2003 YW23  | 17 dez 2003 | Kitt Peak     | Spacewatch      | —         | MPC                           |
| 116253     | 2003 YV25  | 18 dez 2003 | Socorro       | LINEAR          | —         | MPC                           |
| 116254     | 2003 YR26  | 18 dez 2003 | Kitt Peak     | Spacewatch      | —         | MPC                           |
| 116255     | 2003 YA27  | 16 dez 2003 | Anderson Mesa | LONEOS          | —         | MPC                           |
| 116256     | 2003 YF27  | 16 dez 2003 | Črni Vrh      | Črni Vrh        | —         | MPC                           |
| 116257     | 2003 YY27  | 17 dez 2003 | Palomar       | NEAT            | —         | MPC                           |
| 116258     | 2003 YY29  | 17 dez 2003 | Palomar       | NEAT            | —         | MPC                           |
| 116259     | 2003 YB30  | 18 dez 2003 | Kitt Peak     | Spacewatch      | —         | MPC                           |
| 116260     | 2003 YZ31  | 18 dez 2003 | Kitt Peak     | Spacewatch      | —         | MPC                           |
| 116261     | 2003 YF32  | 18 dez 2003 | Socorro       | LINEAR          | —         | MPC                           |
| 116262     | 2003 YJ32  | 18 dez 2003 | Socorro       | LINEAR          | —         | MPC                           |
| 116263     | 2003 YR32  | 22 dez 2003 | Palomar       | NEAT            | Flora     | MPC                           |
| 116264     | 2003 YY32  | 16 dez 2003 | Kitt Peak     | Spacewatch      | —         | MPC                           |
| 116265     | 2003 YB33  | 16 dez 2003 | Catalina      | CSS             | —         | MPC                           |
| 116266     | 2003 YF33  | 16 dez 2003 | Kitt Peak     | Spacewatch      | —         | MPC                           |
| 116267     | 2003 YX33  | 17 dez 2003 | Anderson Mesa | LONEOS          | —         | MPC                           |
| 116268     | 2003 YU34  | 18 dez 2003 | Socorro       | LINEAR          | —         | MPC                           |
| 116269     | 2003 YB35  | 18 dez 2003 | Haleakalā     | NEAT            | —         | MPC                           |
| 116270     | 2003 YJ35  | 19 dez 2003 | Socorro       | LINEAR          | —         | MPC                           |
| 116271     | 2003 YQ35  | 19 dez 2003 | Socorro       | LINEAR          | Maria     | MPC                           |
| 116272     | 2003 YA41  | 19 dez 2003 | Kitt Peak     | Spacewatch      | —         | MPC                           |
| 116273     | 2003 YX41  | 19 dez 2003 | Kitt Peak     | Spacewatch      | —         | MPC                           |
| 116274     | 2003 YX42  | 19 dez 2003 | Kitt Peak     | Spacewatch      | —         | MPC                           |
| 116275     | 2003 YH43  | 19 dez 2003 | Socorro       | LINEAR          | —         | MPC                           |
| 116276     | 2003 YE44  | 19 dez 2003 | Kitt Peak     | Spacewatch      | —         | MPC                           |
| 116277     | 2003 YS45  | 17 dez 2003 | Anderson Mesa | LONEOS          | —         | MPC                           |
| 116278     | 2003 YY45  | 17 dez 2003 | Socorro       | LINEAR          | —         | MPC                           |
| 116279     | 2003 YG46  | 17 dez 2003 | Palomar       | NEAT            | —         | MPC                           |
| 116280     | 2003 YH47  | 17 dez 2003 | Kitt Peak     | Spacewatch      | Juno      | MPC                           |
| 116281     | 2003 YR47  | 18 dez 2003 | Socorro       | LINEAR          | —         | MPC                           |
| 116282     | 2003 YU50  | 18 dez 2003 | Socorro       | LINEAR          | —         | MPC                           |
| 116283     | 2003 YS51  | 18 dez 2003 | Socorro       | LINEAR          | —         | MPC                           |
| 116284     | 2003 YC52  | 18 dez 2003 | Socorro       | LINEAR          | —         | MPC                           |
| 116285     | 2003 YG52  | 18 dez 2003 | Socorro       | LINEAR          | —         | MPC                           |
| 116286     | 2003 YB53  | 19 dez 2003 | Socorro       | LINEAR          | —         | MPC                           |
| 116287     | 2003 YF54  | 19 dez 2003 | Kitt Peak     | Spacewatch      | —         | MPC                           |
| 116288     | 2003 YV54  | 19 dez 2003 | Socorro       | LINEAR          | —         | MPC                           |
| 116289     | 2003 YO55  | 19 dez 2003 | Socorro       | LINEAR          | —         | MPC                           |
| 116290     | 2003 YO56  | 19 dez 2003 | Socorro       | LINEAR          | —         | MPC                           |
| 116291     | 2003 YD57  | 19 dez 2003 | Socorro       | LINEAR          | —         | MPC                           |
| 116292     | 2003 YO57  | 19 dez 2003 | Socorro       | LINEAR          | —         | MPC                           |
| 116293     | 2003 YU57  | 19 dez 2003 | Socorro       | LINEAR          | —         | MPC                           |
| 116294     | 2003 YE58  | 19 dez 2003 | Socorro       | LINEAR          | Juno      | MPC                           |
| 116295     | 2003 YL58  | 19 dez 2003 | Socorro       | LINEAR          | —         | MPC                           |
| 116296     | 2003 YT58  | 19 dez 2003 | Socorro       | LINEAR          | Brangane  | MPC                           |
| 116297     | 2003 YR59  | 19 dez 2003 | Kitt Peak     | Spacewatch      | —         | MPC                           |
| 116298     | 2003 YY59  | 19 dez 2003 | Kitt Peak     | Spacewatch      | —         | MPC                           |
| 116299     | 2003 YJ60  | 19 dez 2003 | Kitt Peak     | Spacewatch      | —         | MPC                           |
| 116300     | 2003 YW60  | 19 dez 2003 | Socorro       | LINEAR          | —         | MPC                           |

## 116301–116400
| Designação | Designação | Descoberta  | Descoberta | Descobridor(es) | Categoria | Mais informações / Referência |
| Permanente | Provisória | Data        | Local      | Descobridor(es) | Categoria | Mais informações / Referência |
| ---------- | ---------- | ----------- | ---------- | --------------- | --------- | ----------------------------- |
| 116301     | 2003 YZ60  | 19 dez 2003 | Socorro    | LINEAR          | —         | MPC                           |
| 116302     | 2003 YH61  | 19 dez 2003 | Socorro    | LINEAR          | —         | MPC                           |
| 116303     | 2003 YK61  | 19 dez 2003 | Socorro    | LINEAR          | —         | MPC                           |
| 116304     | 2003 YV61  | 19 dez 2003 | Socorro    | LINEAR          | —         | MPC                           |
| 116305     | 2003 YL62  | 19 dez 2003 | Socorro    | LINEAR          | Phocaea   | MPC                           |
| 116306     | 2003 YQ62  | 19 dez 2003 | Socorro    | LINEAR          | —         | MPC                           |
| 116307     | 2003 YX62  | 19 dez 2003 | Socorro    | LINEAR          | —         | MPC                           |
| 116308     | 2003 YR63  | 19 dez 2003 | Socorro    | LINEAR          | —         | MPC                           |
| 116309     | 2003 YF64  | 19 dez 2003 | Socorro    | LINEAR          | —         | MPC                           |
| 116310     | 2003 YA65  | 19 dez 2003 | Socorro    | LINEAR          | —         | MPC                           |
| 116311     | 2003 YQ65  | 19 dez 2003 | Socorro    | LINEAR          | —         | MPC                           |
| 116312     | 2003 YS65  | 19 dez 2003 | Socorro    | LINEAR          | —         | MPC                           |
| 116313     | 2003 YT65  | 19 dez 2003 | Haleakalā  | NEAT            | —         | MPC                           |
| 116314     | 2003 YA66  | 20 dez 2003 | Socorro    | LINEAR          | —         | MPC                           |
| 116315     | 2003 YE66  | 20 dez 2003 | Socorro    | LINEAR          | —         | MPC                           |
| 116316     | 2003 YJ68  | 19 dez 2003 | Socorro    | LINEAR          | Brangane  | MPC                           |
| 116317     | 2003 YZ68  | 20 dez 2003 | Socorro    | LINEAR          | —         | MPC                           |
| 116318     | 2003 YB69  | 20 dez 2003 | Socorro    | LINEAR          | —         | MPC                           |
| 116319     | 2003 YF69  | 20 dez 2003 | Socorro    | LINEAR          | —         | MPC                           |
| 116320     | 2003 YW69  | 21 dez 2003 | Socorro    | LINEAR          | —         | MPC                           |
| 116321     | 2003 YB70  | 21 dez 2003 | Socorro    | LINEAR          | —         | MPC                           |
| 116322     | 2003 YJ72  | 18 dez 2003 | Socorro    | LINEAR          | —         | MPC                           |
| 116323     | 2003 YP72  | 18 dez 2003 | Socorro    | LINEAR          | —         | MPC                           |
| 116324     | 2003 YT72  | 18 dez 2003 | Socorro    | LINEAR          | —         | MPC                           |
| 116325     | 2003 YV72  | 18 dez 2003 | Socorro    | LINEAR          | Pallas    | MPC                           |
| 116326     | 2003 YH73  | 18 dez 2003 | Socorro    | LINEAR          | —         | MPC                           |
| 116327     | 2003 YJ73  | 18 dez 2003 | Socorro    | LINEAR          | —         | MPC                           |
| 116328     | 2003 YL73  | 18 dez 2003 | Socorro    | LINEAR          | —         | MPC                           |
| 116329     | 2003 YZ73  | 18 dez 2003 | Socorro    | LINEAR          | —         | MPC                           |
| 116330     | 2003 YN74  | 18 dez 2003 | Socorro    | LINEAR          | —         | MPC                           |
| 116331     | 2003 YS74  | 18 dez 2003 | Socorro    | LINEAR          | —         | MPC                           |
| 116332     | 2003 YC75  | 18 dez 2003 | Socorro    | LINEAR          | —         | MPC                           |
| 116333     | 2003 YC76  | 18 dez 2003 | Socorro    | LINEAR          | Ursula    | MPC                           |
| 116334     | 2003 YP76  | 18 dez 2003 | Socorro    | LINEAR          | —         | MPC                           |
| 116335     | 2003 YA77  | 18 dez 2003 | Socorro    | LINEAR          | —         | MPC                           |
| 116336     | 2003 YB77  | 18 dez 2003 | Socorro    | LINEAR          | —         | MPC                           |
| 116337     | 2003 YF77  | 18 dez 2003 | Socorro    | LINEAR          | —         | MPC                           |
| 116338     | 2003 YH78  | 18 dez 2003 | Socorro    | LINEAR          | —         | MPC                           |
| 116339     | 2003 YZ78  | 18 dez 2003 | Socorro    | LINEAR          | —         | MPC                           |
| 116340     | 2003 YC81  | 18 dez 2003 | Socorro    | LINEAR          | —         | MPC                           |
| 116341     | 2003 YF81  | 18 dez 2003 | Socorro    | LINEAR          | —         | MPC                           |
| 116342     | 2003 YH81  | 18 dez 2003 | Socorro    | LINEAR          | —         | MPC                           |
| 116343     | 2003 YY83  | 19 dez 2003 | Socorro    | LINEAR          | —         | MPC                           |
| 116344     | 2003 YB84  | 19 dez 2003 | Socorro    | LINEAR          | —         | MPC                           |
| 116345     | 2003 YJ84  | 19 dez 2003 | Socorro    | LINEAR          | —         | MPC                           |
| 116346     | 2003 YP84  | 19 dez 2003 | Socorro    | LINEAR          | Ursula    | MPC                           |
| 116347     | 2003 YQ86  | 19 dez 2003 | Socorro    | LINEAR          | —         | MPC                           |
| 116348     | 2003 YF89  | 19 dez 2003 | Socorro    | LINEAR          | —         | MPC                           |
| 116349     | 2003 YM89  | 19 dez 2003 | Socorro    | LINEAR          | —         | MPC                           |
| 116350     | 2003 YU89  | 19 dez 2003 | Kitt Peak  | Spacewatch      | —         | MPC                           |
| 116351     | 2003 YW89  | 19 dez 2003 | Kitt Peak  | Spacewatch      | —         | MPC                           |
| 116352     | 2003 YZ90  | 20 dez 2003 | Socorro    | LINEAR          | —         | MPC                           |
| 116353     | 2003 YC91  | 20 dez 2003 | Socorro    | LINEAR          | —         | MPC                           |
| 116354     | 2003 YL91  | 20 dez 2003 | Socorro    | LINEAR          | —         | MPC                           |
| 116355     | 2003 YT91  | 20 dez 2003 | Haleakalā  | NEAT            | —         | MPC                           |
| 116356     | 2003 YV91  | 21 dez 2003 | Catalina   | CSS             | Brangane  | MPC                           |
| 116357     | 2003 YH92  | 21 dez 2003 | Catalina   | CSS             | —         | MPC                           |
| 116358     | 2003 YB94  | 21 dez 2003 | Kitt Peak  | Spacewatch      | —         | MPC                           |
| 116359     | 2003 YX94  | 19 dez 2003 | Socorro    | LINEAR          | —         | MPC                           |
| 116360     | 2003 YN95  | 19 dez 2003 | Socorro    | LINEAR          | —         | MPC                           |
| 116361     | 2003 YZ95  | 19 dez 2003 | Socorro    | LINEAR          | —         | MPC                           |
| 116362     | 2003 YZ96  | 19 dez 2003 | Socorro    | LINEAR          | —         | MPC                           |
| 116363     | 2003 YN100 | 19 dez 2003 | Socorro    | LINEAR          | —         | MPC                           |
| 116364     | 2003 YQ101 | 19 dez 2003 | Socorro    | LINEAR          | —         | MPC                           |
| 116365     | 2003 YU101 | 19 dez 2003 | Socorro    | LINEAR          | Brangane  | MPC                           |
| 116366     | 2003 YG102 | 19 dez 2003 | Socorro    | LINEAR          | —         | MPC                           |
| 116367     | 2003 YZ102 | 19 dez 2003 | Socorro    | LINEAR          | —         | MPC                           |
| 116368     | 2003 YS104 | 21 dez 2003 | Socorro    | LINEAR          | —         | MPC                           |
| 116369     | 2003 YS106 | 22 dez 2003 | Socorro    | LINEAR          | —         | MPC                           |
| 116370     | 2003 YY106 | 22 dez 2003 | Socorro    | LINEAR          | —         | MPC                           |
| 116371     | 2003 YG107 | 22 dez 2003 | Kitt Peak  | Spacewatch      | —         | MPC                           |
| 116372     | 2003 YJ108 | 21 dez 2003 | Catalina   | CSS             | —         | MPC                           |
| 116373     | 2003 YK108 | 21 dez 2003 | Catalina   | CSS             | —         | MPC                           |
| 116374     | 2003 YA110 | 23 dez 2003 | Socorro    | LINEAR          | —         | MPC                           |
| 116375     | 2003 YU111 | 23 dez 2003 | Socorro    | LINEAR          | Ursula    | MPC                           |
| 116376     | 2003 YF113 | 23 dez 2003 | Socorro    | LINEAR          | —         | MPC                           |
| 116377     | 2003 YL113 | 23 dez 2003 | Socorro    | LINEAR          | —         | MPC                           |
| 116378     | 2003 YJ114 | 25 dez 2003 | Kitt Peak  | Spacewatch      | —         | MPC                           |
| 116379     | 2003 YB115 | 27 dez 2003 | Kitt Peak  | Spacewatch      | —         | MPC                           |
| 116380     | 2003 YU116 | 27 dez 2003 | Socorro    | LINEAR          | —         | MPC                           |
| 116381     | 2003 YV116 | 27 dez 2003 | Socorro    | LINEAR          | —         | MPC                           |
| 116382     | 2003 YF121 | 27 dez 2003 | Socorro    | LINEAR          | —         | MPC                           |
| 116383     | 2003 YG123 | 27 dez 2003 | Socorro    | LINEAR          | —         | MPC                           |
| 116384     | 2003 YQ123 | 28 dez 2003 | Kitt Peak  | Spacewatch      | —         | MPC                           |
| 116385     | 2003 YE124 | 28 dez 2003 | Socorro    | LINEAR          | —         | MPC                           |
| 116386     | 2003 YZ125 | 27 dez 2003 | Kitt Peak  | Spacewatch      | —         | MPC                           |
| 116387     | 2003 YM126 | 27 dez 2003 | Socorro    | LINEAR          | —         | MPC                           |
| 116388     | 2003 YQ126 | 27 dez 2003 | Socorro    | LINEAR          | —         | MPC                           |
| 116389     | 2003 YO127 | 27 dez 2003 | Socorro    | LINEAR          | —         | MPC                           |
| 116390     | 2003 YU127 | 27 dez 2003 | Socorro    | LINEAR          | Brangane  | MPC                           |
| 116391     | 2003 YF128 | 27 dez 2003 | Socorro    | LINEAR          | —         | MPC                           |
| 116392     | 2003 YZ128 | 27 dez 2003 | Socorro    | LINEAR          | —         | MPC                           |
| 116393     | 2003 YF129 | 27 dez 2003 | Socorro    | LINEAR          | —         | MPC                           |
| 116394     | 2003 YR129 | 27 dez 2003 | Socorro    | LINEAR          | Brangane  | MPC                           |
| 116395     | 2003 YC130 | 27 dez 2003 | Socorro    | LINEAR          | —         | MPC                           |
| 116396     | 2003 YJ132 | 28 dez 2003 | Socorro    | LINEAR          | —         | MPC                           |
| 116397     | 2003 YS132 | 28 dez 2003 | Socorro    | LINEAR          | Brangane  | MPC                           |
| 116398     | 2003 YX132 | 28 dez 2003 | Socorro    | LINEAR          | —         | MPC                           |
| 116399     | 2003 YV133 | 28 dez 2003 | Socorro    | LINEAR          | —         | MPC                           |
| 116400     | 2003 YY133 | 28 dez 2003 | Socorro    | LINEAR          | —         | MPC                           |

## 116401–116500
| Designação      | Designação | Descoberta  | Descoberta    | Descobridor(es) | Categoria | Mais informações / Referência |
| Permanente      | Provisória | Data        | Local         | Descobridor(es) | Categoria | Mais informações / Referência |
| --------------- | ---------- | ----------- | ------------- | --------------- | --------- | ----------------------------- |
| 116401          | 2003 YA135 | 28 dez 2003 | Socorro       | LINEAR          | Juno      | MPC                           |
| 116402          | 2003 YJ135 | 28 dez 2003 | Socorro       | LINEAR          | —         | MPC                           |
| 116403          | 2003 YR135 | 28 dez 2003 | Socorro       | LINEAR          | —         | MPC                           |
| 116404          | 2003 YU135 | 28 dez 2003 | Kitt Peak     | Spacewatch      | —         | MPC                           |
| 116405          | 2003 YX135 | 28 dez 2003 | Kitt Peak     | Spacewatch      | —         | MPC                           |
| 116406          | 2003 YP136 | 18 dez 2003 | Palomar       | NEAT            | Brangane  | MPC                           |
| 116407          | 2003 YU136 | 25 dez 2003 | Socorro       | LINEAR          | —         | MPC                           |
| 116408          | 2003 YX137 | 27 dez 2003 | Socorro       | LINEAR          | —         | MPC                           |
| 116409          | 2003 YE138 | 27 dez 2003 | Socorro       | LINEAR          | —         | MPC                           |
| 116410          | 2003 YQ138 | 27 dez 2003 | Socorro       | LINEAR          | —         | MPC                           |
| 116411          | 2003 YB139 | 27 dez 2003 | Haleakalā     | NEAT            | —         | MPC                           |
| 116412          | 2003 YC139 | 27 dez 2003 | Kitt Peak     | Spacewatch      | —         | MPC                           |
| 116413          | 2003 YM139 | 28 dez 2003 | Socorro       | LINEAR          | —         | MPC                           |
| 116414          | 2003 YF141 | 28 dez 2003 | Socorro       | LINEAR          | —         | MPC                           |
| 116415          | 2003 YX141 | 28 dez 2003 | Socorro       | LINEAR          | —         | MPC                           |
| 116416          | 2003 YM142 | 28 dez 2003 | Socorro       | LINEAR          | —         | MPC                           |
| 116417          | 2003 YO143 | 28 dez 2003 | Socorro       | LINEAR          | —         | MPC                           |
| 116418          | 2003 YW143 | 28 dez 2003 | Socorro       | LINEAR          | Eos       | MPC                           |
| 116419          | 2003 YT144 | 28 dez 2003 | Socorro       | LINEAR          | —         | MPC                           |
| 116420          | 2003 YW146 | 28 dez 2003 | Socorro       | LINEAR          | —         | MPC                           |
| 116421          | 2003 YF149 | 29 dez 2003 | Catalina      | CSS             | —         | MPC                           |
| 116422          | 2003 YJ149 | 29 dez 2003 | Catalina      | CSS             | —         | MPC                           |
| 116423          | 2003 YD150 | 29 dez 2003 | Socorro       | LINEAR          | —         | MPC                           |
| 116424          | 2003 YV150 | 29 dez 2003 | Catalina      | CSS             | —         | MPC                           |
| 116425          | 2003 YX150 | 29 dez 2003 | Catalina      | CSS             | —         | MPC                           |
| 116426          | 2003 YG151 | 29 dez 2003 | Catalina      | CSS             | —         | MPC                           |
| 116427          | 2003 YH151 | 29 dez 2003 | Catalina      | CSS             | Phocaea   | MPC                           |
| 116428          | 2003 YX151 | 29 dez 2003 | Socorro       | LINEAR          | —         | MPC                           |
| 116429          | 2003 YB153 | 29 dez 2003 | Catalina      | CSS             | —         | MPC                           |
| 116430          | 2003 YD153 | 29 dez 2003 | Catalina      | CSS             | —         | MPC                           |
| 116431          | 2003 YF153 | 29 dez 2003 | Kitt Peak     | Spacewatch      | —         | MPC                           |
| 116432          | 2003 YM153 | 29 dez 2003 | Socorro       | LINEAR          | —         | MPC                           |
| 116433          | 2003 YN153 | 29 dez 2003 | Socorro       | LINEAR          | —         | MPC                           |
| 116434          | 2003 YK154 | 29 dez 2003 | Socorro       | LINEAR          | —         | MPC                           |
| 116435          | 2003 YJ155 | 30 dez 2003 | Socorro       | LINEAR          | Phocaea   | MPC                           |
| 116436          | 2003 YK158 | 17 dez 2003 | Socorro       | LINEAR          | Brangane  | MPC                           |
| 116437          | 2003 YT159 | 17 dez 2003 | Socorro       | LINEAR          | —         | MPC                           |
| 116438          | 2003 YL160 | 17 dez 2003 | Socorro       | LINEAR          | Eos       | MPC                           |
| 116439          | 2003 YN162 | 17 dez 2003 | Socorro       | LINEAR          | —         | MPC                           |
| 116440          | 2003 YK163 | 17 dez 2003 | Kitt Peak     | Spacewatch      | —         | MPC                           |
| 116441          | 2003 YU166 | 17 dez 2003 | Kitt Peak     | Spacewatch      | —         | MPC                           |
| 116442          | 2003 YR167 | 18 dez 2003 | Socorro       | LINEAR          | —         | MPC                           |
| 116443          | 2003 YU170 | 18 dez 2003 | Socorro       | LINEAR          | —         | MPC                           |
| 116444          | 2003 YZ172 | 19 dez 2003 | Socorro       | LINEAR          | —         | MPC                           |
| 116445          | 2003 YM175 | 19 dez 2003 | Kitt Peak     | Spacewatch      | Mitidika  | MPC                           |
| 116446 McDermid | 2004 AG    | 5 jan 2004  | Wrightwood    | J. W. Young     | Themis    | MPC                           |
| 116447          | 2004 AJ    | 11 jan 2004 | Palomar       | NEAT            | —         | MPC                           |
| 116448          | 2004 AT    | 12 jan 2004 | Palomar       | NEAT            | —         | MPC                           |
| 116449          | 2004 AU    | 12 jan 2004 | Palomar       | NEAT            | —         | MPC                           |
| 116450          | 2004 AW    | 12 jan 2004 | Palomar       | NEAT            | —         | MPC                           |
| 116451          | 2004 AL1   | 12 jan 2004 | Palomar       | NEAT            | —         | MPC                           |
| 116452          | 2004 AN1   | 12 jan 2004 | Palomar       | NEAT            | —         | MPC                           |
| 116453          | 2004 AV1   | 12 jan 2004 | Palomar       | NEAT            | —         | MPC                           |
| 116454          | 2004 AM2   | 13 jan 2004 | Anderson Mesa | LONEOS          | —         | MPC                           |
| 116455          | 2004 AT2   | 13 jan 2004 | Anderson Mesa | LONEOS          | —         | MPC                           |
| 116456          | 2004 AH5   | 13 jan 2004 | Anderson Mesa | LONEOS          | Ursula    | MPC                           |
| 116457          | 2004 AL5   | 13 jan 2004 | Anderson Mesa | LONEOS          | —         | MPC                           |
| 116458          | 2004 AX5   | 13 jan 2004 | Anderson Mesa | LONEOS          | —         | MPC                           |
| 116459          | 2004 AA6   | 13 jan 2004 | Palomar       | NEAT            | —         | MPC                           |
| 116460          | 2004 AD7   | 14 jan 2004 | Palomar       | NEAT            | Brangane  | MPC                           |
| 116461          | 2004 AL7   | 13 jan 2004 | Anderson Mesa | LONEOS          | —         | MPC                           |
| 116462          | 2004 AG8   | 13 jan 2004 | Anderson Mesa | LONEOS          | Phocaea   | MPC                           |
| 116463          | 2004 AX8   | 14 jan 2004 | Palomar       | NEAT            | —         | MPC                           |
| 116464          | 2004 AH9   | 14 jan 2004 | Palomar       | NEAT            | —         | MPC                           |
| 116465          | 2004 AN9   | 14 jan 2004 | Palomar       | NEAT            | Brangane  | MPC                           |
| 116466          | 2004 AT9   | 15 jan 2004 | Kitt Peak     | Spacewatch      | —         | MPC                           |
| 116467          | 2004 AK10  | 15 jan 2004 | Kitt Peak     | Spacewatch      | —         | MPC                           |
| 116468          | 2004 AA11  | 2 jan 2004  | Socorro       | LINEAR          | —         | MPC                           |
| 116469          | 2004 AJ21  | 15 jan 2004 | Kitt Peak     | Spacewatch      | —         | MPC                           |
| 116470          | 2004 AJ24  | 15 jan 2004 | Kitt Peak     | Spacewatch      | —         | MPC                           |
| 116471          | 2004 AJ26  | 13 jan 2004 | Palomar       | NEAT            | —         | MPC                           |
| 116472          | 2004 BE2   | 16 jan 2004 | Palomar       | NEAT            | —         | MPC                           |
| 116473          | 2004 BA3   | 16 jan 2004 | Palomar       | NEAT            | —         | MPC                           |
| 116474          | 2004 BP3   | 16 jan 2004 | Palomar       | NEAT            | —         | MPC                           |
| 116475          | 2004 BA4   | 16 jan 2004 | Palomar       | NEAT            | —         | MPC                           |
| 116476          | 2004 BE4   | 16 jan 2004 | Palomar       | NEAT            | Eos       | MPC                           |
| 116477          | 2004 BL5   | 16 jan 2004 | Kitt Peak     | Spacewatch      | —         | MPC                           |
| 116478          | 2004 BT5   | 16 jan 2004 | Kitt Peak     | Spacewatch      | —         | MPC                           |
| 116479          | 2004 BB6   | 16 jan 2004 | Kitt Peak     | Spacewatch      | —         | MPC                           |
| 116480          | 2004 BS6   | 17 jan 2004 | Haleakalā     | NEAT            | —         | MPC                           |
| 116481          | 2004 BW6   | 16 jan 2004 | Anderson Mesa | LONEOS          | Chimaera  | MPC                           |
| 116482          | 2004 BX6   | 16 jan 2004 | Catalina      | CSS             | —         | MPC                           |
| 116483          | 2004 BJ8   | 17 jan 2004 | Kitt Peak     | Spacewatch      | —         | MPC                           |
| 116484          | 2004 BD10  | 16 jan 2004 | Palomar       | NEAT            | —         | MPC                           |
| 116485          | 2004 BS10  | 17 jan 2004 | Haleakalā     | NEAT            | —         | MPC                           |
| 116486          | 2004 BV11  | 16 jan 2004 | Palomar       | NEAT            | —         | MPC                           |
| 116487          | 2004 BC12  | 16 jan 2004 | Palomar       | NEAT            | —         | MPC                           |
| 116488          | 2004 BG12  | 16 jan 2004 | Palomar       | NEAT            | —         | MPC                           |
| 116489          | 2004 BN12  | 17 jan 2004 | Palomar       | NEAT            | Juno      | MPC                           |
| 116490          | 2004 BR12  | 17 jan 2004 | Palomar       | NEAT            | —         | MPC                           |
| 116491          | 2004 BU12  | 17 jan 2004 | Palomar       | NEAT            | —         | MPC                           |
| 116492          | 2004 BG13  | 17 jan 2004 | Palomar       | NEAT            | —         | MPC                           |
| 116493          | 2004 BL13  | 17 jan 2004 | Palomar       | NEAT            | —         | MPC                           |
| 116494          | 2004 BE15  | 16 jan 2004 | Kitt Peak     | Spacewatch      | —         | MPC                           |
| 116495          | 2004 BS15  | 17 jan 2004 | Palomar       | NEAT            | —         | MPC                           |
| 116496          | 2004 BH16  | 18 jan 2004 | Palomar       | NEAT            | Phocaea   | MPC                           |
| 116497          | 2004 BG17  | 17 jan 2004 | Palomar       | NEAT            | —         | MPC                           |
| 116498          | 2004 BS19  | 17 jan 2004 | Palomar       | NEAT            | —         | MPC                           |
| 116499          | 2004 BF21  | 17 jan 2004 | Kitt Peak     | Spacewatch      | Eos       | MPC                           |
| 116500          | 2004 BG22  | 17 jan 2004 | Palomar       | NEAT            | —         | MPC                           |

## 116501–116600
| Designação | Designação | Descoberta  | Descoberta    | Descobridor(es) | Categoria | Mais informações / Referência |
| Permanente | Provisória | Data        | Local         | Descobridor(es) | Categoria | Mais informações / Referência |
| ---------- | ---------- | ----------- | ------------- | --------------- | --------- | ----------------------------- |
| 116501     | 2004 BP22  | 17 jan 2004 | Palomar       | NEAT            | —         | MPC                           |
| 116502     | 2004 BV22  | 17 jan 2004 | Kitt Peak     | Spacewatch      | —         | MPC                           |
| 116503     | 2004 BN23  | 18 jan 2004 | Palomar       | NEAT            | —         | MPC                           |
| 116504     | 2004 BV23  | 19 jan 2004 | Anderson Mesa | LONEOS          | —         | MPC                           |
| 116505     | 2004 BN25  | 19 jan 2004 | Catalina      | CSS             | —         | MPC                           |
| 116506     | 2004 BQ25  | 19 jan 2004 | Socorro       | LINEAR          | —         | MPC                           |
| 116507     | 2004 BL26  | 21 jan 2004 | Socorro       | LINEAR          | —         | MPC                           |
| 116508     | 2004 BO26  | 21 jan 2004 | Socorro       | LINEAR          | Mitidika  | MPC                           |
| 116509     | 2004 BH27  | 19 jan 2004 | Haleakalā     | NEAT            | —         | MPC                           |
| 116510     | 2004 BK30  | 18 jan 2004 | Palomar       | NEAT            | —         | MPC                           |
| 116511     | 2004 BW34  | 19 jan 2004 | Kitt Peak     | Spacewatch      | —         | MPC                           |
| 116512     | 2004 BN38  | 20 jan 2004 | Socorro       | LINEAR          | Juno      | MPC                           |
| 116513     | 2004 BM39  | 21 jan 2004 | Socorro       | LINEAR          | —         | MPC                           |
| 116514     | 2004 BS39  | 21 jan 2004 | Socorro       | LINEAR          | —         | MPC                           |
| 116515     | 2004 BF40  | 21 jan 2004 | Socorro       | LINEAR          | —         | MPC                           |
| 116516     | 2004 BA42  | 19 jan 2004 | Catalina      | CSS             | —         | MPC                           |
| 116517     | 2004 BG42  | 19 jan 2004 | Catalina      | CSS             | —         | MPC                           |
| 116518     | 2004 BS42  | 19 jan 2004 | Catalina      | CSS             | —         | MPC                           |
| 116519     | 2004 BF43  | 22 jan 2004 | Socorro       | LINEAR          | —         | MPC                           |
| 116520     | 2004 BC44  | 22 jan 2004 | Socorro       | LINEAR          | —         | MPC                           |
| 116521     | 2004 BG44  | 22 jan 2004 | Socorro       | LINEAR          | —         | MPC                           |
| 116522     | 2004 BV44  | 21 jan 2004 | Socorro       | LINEAR          | —         | MPC                           |
| 116523     | 2004 BH46  | 21 jan 2004 | Socorro       | LINEAR          | Phocaea   | MPC                           |
| 116524     | 2004 BP46  | 21 jan 2004 | Socorro       | LINEAR          | Brangane  | MPC                           |
| 116525     | 2004 BG47  | 21 jan 2004 | Socorro       | LINEAR          | —         | MPC                           |
| 116526     | 2004 BS47  | 21 jan 2004 | Socorro       | LINEAR          | —         | MPC                           |
| 116527     | 2004 BJ51  | 21 jan 2004 | Socorro       | LINEAR          | —         | MPC                           |
| 116528     | 2004 BA52  | 21 jan 2004 | Socorro       | LINEAR          | —         | MPC                           |
| 116529     | 2004 BV52  | 21 jan 2004 | Socorro       | LINEAR          | —         | MPC                           |
| 116530     | 2004 BQ54  | 22 jan 2004 | Socorro       | LINEAR          | —         | MPC                           |
| 116531     | 2004 BA55  | 22 jan 2004 | Socorro       | LINEAR          | —         | MPC                           |
| 116532     | 2004 BM56  | 23 jan 2004 | Anderson Mesa | LONEOS          | —         | MPC                           |
| 116533     | 2004 BY56  | 23 jan 2004 | Socorro       | LINEAR          | —         | MPC                           |
| 116534     | 2004 BU57  | 23 jan 2004 | Anderson Mesa | LONEOS          | —         | MPC                           |
| 116535     | 2004 BE58  | 23 jan 2004 | Socorro       | LINEAR          | —         | MPC                           |
| 116536     | 2004 BF58  | 23 jan 2004 | Socorro       | LINEAR          | —         | MPC                           |
| 116537     | 2004 BC59  | 23 jan 2004 | Anderson Mesa | LONEOS          | —         | MPC                           |
| 116538     | 2004 BM59  | 24 jan 2004 | Socorro       | LINEAR          | —         | MPC                           |
| 116539     | 2004 BU60  | 21 jan 2004 | Socorro       | LINEAR          | —         | MPC                           |
| 116540     | 2004 BH61  | 21 jan 2004 | Socorro       | LINEAR          | —         | MPC                           |
| 116541     | 2004 BQ62  | 22 jan 2004 | Socorro       | LINEAR          | —         | MPC                           |
| 116542     | 2004 BR68  | 27 jan 2004 | Socorro       | LINEAR          | —         | MPC                           |
| 116543     | 2004 BZ69  | 21 jan 2004 | Socorro       | LINEAR          | Mitidika  | MPC                           |
| 116544     | 2004 BK72  | 23 jan 2004 | Socorro       | LINEAR          | —         | MPC                           |
| 116545     | 2004 BE73  | 24 jan 2004 | Socorro       | LINEAR          | —         | MPC                           |
| 116546     | 2004 BW73  | 24 jan 2004 | Socorro       | LINEAR          | —         | MPC                           |
| 116547     | 2004 BK74  | 24 jan 2004 | Socorro       | LINEAR          | —         | MPC                           |
| 116548     | 2004 BN74  | 24 jan 2004 | Socorro       | LINEAR          | —         | MPC                           |
| 116549     | 2004 BR74  | 24 jan 2004 | Socorro       | LINEAR          | —         | MPC                           |
| 116550     | 2004 BT74  | 24 jan 2004 | Socorro       | LINEAR          | —         | MPC                           |
| 116551     | 2004 BF75  | 22 jan 2004 | Socorro       | LINEAR          | —         | MPC                           |
| 116552     | 2004 BH75  | 22 jan 2004 | Socorro       | LINEAR          | —         | MPC                           |
| 116553     | 2004 BZ75  | 23 jan 2004 | Socorro       | LINEAR          | Ursula    | MPC                           |
| 116554     | 2004 BY76  | 27 jan 2004 | Anderson Mesa | LONEOS          | —         | MPC                           |
| 116555     | 2004 BK78  | 22 jan 2004 | Socorro       | LINEAR          | —         | MPC                           |
| 116556     | 2004 BP79  | 22 jan 2004 | Haleakalā     | NEAT            | Phocaea   | MPC                           |
| 116557     | 2004 BC80  | 24 jan 2004 | Socorro       | LINEAR          | —         | MPC                           |
| 116558     | 2004 BH82  | 27 jan 2004 | Anderson Mesa | LONEOS          | —         | MPC                           |
| 116559     | 2004 BT82  | 23 jan 2004 | Socorro       | LINEAR          | —         | MPC                           |
| 116560     | 2004 BU82  | 23 jan 2004 | Socorro       | LINEAR          | —         | MPC                           |
| 116561     | 2004 BV82  | 23 jan 2004 | Socorro       | LINEAR          | —         | MPC                           |
| 116562     | 2004 BH83  | 23 jan 2004 | Socorro       | LINEAR          | —         | MPC                           |
| 116563     | 2004 BO83  | 22 jan 2004 | Socorro       | LINEAR          | —         | MPC                           |
| 116564     | 2004 BA84  | 23 jan 2004 | Anderson Mesa | LONEOS          | —         | MPC                           |
| 116565     | 2004 BN84  | 25 jan 2004 | Haleakalā     | NEAT            | Phocaea   | MPC                           |
| 116566     | 2004 BT84  | 27 jan 2004 | Anderson Mesa | LONEOS          | —         | MPC                           |
| 116567     | 2004 BV84  | 27 jan 2004 | Socorro       | LINEAR          | —         | MPC                           |
| 116568     | 2004 BZ84  | 27 jan 2004 | Socorro       | LINEAR          | —         | MPC                           |
| 116569     | 2004 BD87  | 22 jan 2004 | Socorro       | LINEAR          | —         | MPC                           |
| 116570     | 2004 BS87  | 23 jan 2004 | Anderson Mesa | LONEOS          | —         | MPC                           |
| 116571     | 2004 BW87  | 23 jan 2004 | Socorro       | LINEAR          | —         | MPC                           |
| 116572     | 2004 BD88  | 23 jan 2004 | Anderson Mesa | LONEOS          | —         | MPC                           |
| 116573     | 2004 BZ88  | 23 jan 2004 | Socorro       | LINEAR          | —         | MPC                           |
| 116574     | 2004 BY90  | 24 jan 2004 | Socorro       | LINEAR          | —         | MPC                           |
| 116575     | 2004 BZ90  | 24 jan 2004 | Socorro       | LINEAR          | —         | MPC                           |
| 116576     | 2004 BA91  | 24 jan 2004 | Socorro       | LINEAR          | —         | MPC                           |
| 116577     | 2004 BN91  | 24 jan 2004 | Socorro       | LINEAR          | —         | MPC                           |
| 116578     | 2004 BB92  | 26 jan 2004 | Anderson Mesa | LONEOS          | —         | MPC                           |
| 116579     | 2004 BD92  | 26 jan 2004 | Anderson Mesa | LONEOS          | —         | MPC                           |
| 116580     | 2004 BX92  | 27 jan 2004 | Anderson Mesa | LONEOS          | —         | MPC                           |
| 116581     | 2004 BZ92  | 27 jan 2004 | Anderson Mesa | LONEOS          | —         | MPC                           |
| 116582     | 2004 BD93  | 27 jan 2004 | Anderson Mesa | LONEOS          | —         | MPC                           |
| 116583     | 2004 BJ94  | 28 jan 2004 | Socorro       | LINEAR          | —         | MPC                           |
| 116584     | 2004 BZ94  | 28 jan 2004 | Socorro       | LINEAR          | —         | MPC                           |
| 116585     | 2004 BX95  | 27 jan 2004 | Catalina      | CSS             | —         | MPC                           |
| 116586     | 2004 BK97  | 26 jan 2004 | Anderson Mesa | LONEOS          | —         | MPC                           |
| 116587     | 2004 BO97  | 26 jan 2004 | Anderson Mesa | LONEOS          | Ursula    | MPC                           |
| 116588     | 2004 BJ98  | 27 jan 2004 | Kitt Peak     | Spacewatch      | —         | MPC                           |
| 116589     | 2004 BV98  | 27 jan 2004 | Kitt Peak     | Spacewatch      | —         | MPC                           |
| 116590     | 2004 BK100 | 28 jan 2004 | Socorro       | LINEAR          | —         | MPC                           |
| 116591     | 2004 BT102 | 29 jan 2004 | Socorro       | LINEAR          | —         | MPC                           |
| 116592     | 2004 BF103 | 30 jan 2004 | Catalina      | CSS             | —         | MPC                           |
| 116593     | 2004 BA104 | 23 jan 2004 | Socorro       | LINEAR          | —         | MPC                           |
| 116594     | 2004 BF104 | 23 jan 2004 | Socorro       | LINEAR          | —         | MPC                           |
| 116595     | 2004 BL104 | 23 jan 2004 | Socorro       | LINEAR          | —         | MPC                           |
| 116596     | 2004 BV104 | 24 jan 2004 | Socorro       | LINEAR          | —         | MPC                           |
| 116597     | 2004 BL105 | 24 jan 2004 | Socorro       | LINEAR          | —         | MPC                           |
| 116598     | 2004 BN105 | 24 jan 2004 | Socorro       | LINEAR          | —         | MPC                           |
| 116599     | 2004 BG106 | 26 jan 2004 | Anderson Mesa | LONEOS          | —         | MPC                           |
| 116600     | 2004 BH106 | 26 jan 2004 | Anderson Mesa | LONEOS          | —         | MPC                           |

## 116601–116700
| Designação | Designação | Descoberta  | Descoberta    | Descobridor(es) | Categoria | Mais informações / Referência |
| Permanente | Provisória | Data        | Local         | Descobridor(es) | Categoria | Mais informações / Referência |
| ---------- | ---------- | ----------- | ------------- | --------------- | --------- | ----------------------------- |
| 116601     | 2004 BP106 | 26 jan 2004 | Anderson Mesa | LONEOS          | —         | MPC                           |
| 116602     | 2004 BS107 | 28 jan 2004 | Catalina      | CSS             | —         | MPC                           |
| 116603     | 2004 BJ108 | 28 jan 2004 | Catalina      | CSS             | —         | MPC                           |
| 116604     | 2004 BQ108 | 28 jan 2004 | Catalina      | CSS             | —         | MPC                           |
| 116605     | 2004 BJ109 | 28 jan 2004 | Catalina      | CSS             | —         | MPC                           |
| 116606     | 2004 BB110 | 28 jan 2004 | Catalina      | CSS             | —         | MPC                           |
| 116607     | 2004 BT110 | 28 jan 2004 | Catalina      | CSS             | —         | MPC                           |
| 116608     | 2004 BA111 | 29 jan 2004 | Socorro       | LINEAR          | Brangane  | MPC                           |
| 116609     | 2004 BO111 | 29 jan 2004 | Catalina      | CSS             | —         | MPC                           |
| 116610     | 2004 BO113 | 28 jan 2004 | Socorro       | LINEAR          | —         | MPC                           |
| 116611     | 2004 BZ113 | 29 jan 2004 | Socorro       | LINEAR          | —         | MPC                           |
| 116612     | 2004 BE114 | 29 jan 2004 | Socorro       | LINEAR          | —         | MPC                           |
| 116613     | 2004 BR114 | 29 jan 2004 | Anderson Mesa | LONEOS          | —         | MPC                           |
| 116614     | 2004 BT114 | 29 jan 2004 | Anderson Mesa | LONEOS          | —         | MPC                           |
| 116615     | 2004 BA115 | 30 jan 2004 | Catalina      | CSS             | —         | MPC                           |
| 116616     | 2004 BH115 | 30 jan 2004 | Catalina      | CSS             | —         | MPC                           |
| 116617     | 2004 BJ115 | 30 jan 2004 | Catalina      | CSS             | Eunomia   | MPC                           |
| 116618     | 2004 BU116 | 27 jan 2004 | Catalina      | CSS             | —         | MPC                           |
| 116619     | 2004 BY117 | 29 jan 2004 | Socorro       | LINEAR          | —         | MPC                           |
| 116620     | 2004 BC118 | 29 jan 2004 | Socorro       | LINEAR          | —         | MPC                           |
| 116621     | 2004 BG118 | 29 jan 2004 | Socorro       | LINEAR          | —         | MPC                           |
| 116622     | 2004 BM118 | 29 jan 2004 | Catalina      | CSS             | —         | MPC                           |
| 116623     | 2004 BN118 | 29 jan 2004 | Catalina      | CSS             | —         | MPC                           |
| 116624     | 2004 BR118 | 30 jan 2004 | Anderson Mesa | LONEOS          | —         | MPC                           |
| 116625     | 2004 BT118 | 30 jan 2004 | Catalina      | CSS             | —         | MPC                           |
| 116626     | 2004 BJ119 | 30 jan 2004 | Anderson Mesa | LONEOS          | —         | MPC                           |
| 116627     | 2004 BB121 | 31 jan 2004 | Socorro       | LINEAR          | —         | MPC                           |
| 116628     | 2004 BB122 | 28 jan 2004 | Socorro       | LINEAR          | —         | MPC                           |
| 116629     | 2004 BD122 | 30 jan 2004 | Catalina      | CSS             | —         | MPC                           |
| 116630     | 2004 BD124 | 18 jan 2004 | Palomar       | NEAT            | —         | MPC                           |
| 116631     | 2004 BK124 | 16 jan 2004 | Palomar       | NEAT            | —         | MPC                           |
| 116632     | 2004 BQ141 | 19 jan 2004 | Kitt Peak     | Spacewatch      | —         | MPC                           |
| 116633     | 2004 BV147 | 16 jan 2004 | Palomar       | NEAT            | —         | MPC                           |
| 116634     | 2004 BM150 | 17 jan 2004 | Palomar       | NEAT            | —         | MPC                           |
| 116635     | 2004 BT151 | 18 jan 2004 | Palomar       | NEAT            | —         | MPC                           |
| 116636     | 2004 BC152 | 19 jan 2004 | Anderson Mesa | LONEOS          | —         | MPC                           |
| 116637     | 2004 BR155 | 28 jan 2004 | Catalina      | CSS             | —         | MPC                           |
| 116638     | 2004 CD    | 2 fev 2004  | Catalina      | CSS             | —         | MPC                           |
| 116639     | 2004 CF    | 2 fev 2004  | Catalina      | CSS             | —         | MPC                           |
| 116640     | 2004 CK1   | 10 fev 2004 | Socorro       | LINEAR          | —         | MPC                           |
| 116641     | 2004 CL3   | 10 fev 2004 | Palomar       | NEAT            | Phocaea   | MPC                           |
| 116642     | 2004 CU3   | 10 fev 2004 | Palomar       | NEAT            | —         | MPC                           |
| 116643     | 2004 CB4   | 10 fev 2004 | Palomar       | NEAT            | —         | MPC                           |
| 116644     | 2004 CV11  | 11 fev 2004 | Palomar       | NEAT            | —         | MPC                           |
| 116645     | 2004 CT12  | 11 fev 2004 | Palomar       | NEAT            | —         | MPC                           |
| 116646     | 2004 CN13  | 11 fev 2004 | Anderson Mesa | LONEOS          | —         | MPC                           |
| 116647     | 2004 CY13  | 11 fev 2004 | Anderson Mesa | LONEOS          | —         | MPC                           |
| 116648     | 2004 CA14  | 11 fev 2004 | Anderson Mesa | LONEOS          | —         | MPC                           |
| 116649     | 2004 CY17  | 10 fev 2004 | Catalina      | CSS             | —         | MPC                           |
| 116650     | 2004 CL21  | 11 fev 2004 | Anderson Mesa | LONEOS          | —         | MPC                           |
| 116651     | 2004 CL24  | 12 fev 2004 | Nogales       | Tenagra II Obs. | Maria     | MPC                           |
| 116652     | 2004 CX24  | 12 fev 2004 | Palomar       | NEAT            | —         | MPC                           |
| 116653     | 2004 CJ29  | 12 fev 2004 | Kitt Peak     | Spacewatch      | —         | MPC                           |
| 116654     | 2004 CV30  | 12 fev 2004 | Kitt Peak     | Spacewatch      | —         | MPC                           |
| 116655     | 2004 CW33  | 12 fev 2004 | Kitt Peak     | Spacewatch      | —         | MPC                           |
| 116656     | 2004 CY35  | 11 fev 2004 | Palomar       | NEAT            | —         | MPC                           |
| 116657     | 2004 CM36  | 12 fev 2004 | Kitt Peak     | Spacewatch      | —         | MPC                           |
| 116658     | 2004 CR36  | 12 fev 2004 | Palomar       | NEAT            | —         | MPC                           |
| 116659     | 2004 CW36  | 12 fev 2004 | Desert Eagle  | W. K. Y. Yeung  | —         | MPC                           |
| 116660     | 2004 CV37  | 13 fev 2004 | Desert Eagle  | W. K. Y. Yeung  | —         | MPC                           |
| 116661     | 2004 CU38  | 10 fev 2004 | Catalina      | CSS             | —         | MPC                           |
| 116662     | 2004 CW39  | 12 fev 2004 | Desert Eagle  | W. K. Y. Yeung  | —         | MPC                           |
| 116663     | 2004 CJ40  | 11 fev 2004 | Palomar       | NEAT            | —         | MPC                           |
| 116664     | 2004 CL40  | 12 fev 2004 | Kitt Peak     | Spacewatch      | —         | MPC                           |
| 116665     | 2004 CM40  | 12 fev 2004 | Palomar       | NEAT            | —         | MPC                           |
| 116666     | 2004 CQ40  | 12 fev 2004 | Kitt Peak     | Spacewatch      | —         | MPC                           |
| 116667     | 2004 CN41  | 14 fev 2004 | Palomar       | NEAT            | —         | MPC                           |
| 116668     | 2004 CQ42  | 11 fev 2004 | Kitt Peak     | Spacewatch      | —         | MPC                           |
| 116669     | 2004 CQ46  | 13 fev 2004 | Kitt Peak     | Spacewatch      | —         | MPC                           |
| 116670     | 2004 CK49  | 15 fev 2004 | Haleakalā     | NEAT            | —         | MPC                           |
| 116671     | 2004 CQ53  | 11 fev 2004 | Kitt Peak     | Spacewatch      | —         | MPC                           |
| 116672     | 2004 CZ56  | 10 fev 2004 | Palomar       | NEAT            | —         | MPC                           |
| 116673     | 2004 CP60  | 11 fev 2004 | Palomar       | NEAT            | —         | MPC                           |
| 116674     | 2004 CX61  | 11 fev 2004 | Kitt Peak     | Spacewatch      | —         | MPC                           |
| 116675     | 2004 CH65  | 14 fev 2004 | Kitt Peak     | Spacewatch      | —         | MPC                           |
| 116676     | 2004 CC66  | 15 fev 2004 | Socorro       | LINEAR          | —         | MPC                           |
| 116677     | 2004 CT67  | 10 fev 2004 | Catalina      | CSS             | —         | MPC                           |
| 116678     | 2004 CX67  | 10 fev 2004 | Palomar       | NEAT            | Mitidika  | MPC                           |
| 116679     | 2004 CH69  | 11 fev 2004 | Kitt Peak     | Spacewatch      | —         | MPC                           |
| 116680     | 2004 CK69  | 11 fev 2004 | Palomar       | NEAT            | —         | MPC                           |
| 116681     | 2004 CF70  | 11 fev 2004 | Palomar       | NEAT            | —         | MPC                           |
| 116682     | 2004 CW70  | 12 fev 2004 | Kitt Peak     | Spacewatch      | —         | MPC                           |
| 116683     | 2004 CY71  | 13 fev 2004 | Palomar       | NEAT            | Brangane  | MPC                           |
| 116684     | 2004 CO72  | 13 fev 2004 | Kitt Peak     | Spacewatch      | —         | MPC                           |
| 116685     | 2004 CG77  | 11 fev 2004 | Palomar       | NEAT            | —         | MPC                           |
| 116686     | 2004 CM77  | 11 fev 2004 | Palomar       | NEAT            | —         | MPC                           |
| 116687     | 2004 CE78  | 11 fev 2004 | Anderson Mesa | LONEOS          | —         | MPC                           |
| 116688     | 2004 CC80  | 11 fev 2004 | Palomar       | NEAT            | —         | MPC                           |
| 116689     | 2004 CB83  | 12 fev 2004 | Kitt Peak     | Spacewatch      | —         | MPC                           |
| 116690     | 2004 CM83  | 12 fev 2004 | Kitt Peak     | Spacewatch      | —         | MPC                           |
| 116691     | 2004 CW83  | 12 fev 2004 | Kitt Peak     | Spacewatch      | —         | MPC                           |
| 116692     | 2004 CZ84  | 13 fev 2004 | Kitt Peak     | Spacewatch      | —         | MPC                           |
| 116693     | 2004 CD85  | 13 fev 2004 | Kitt Peak     | Spacewatch      | —         | MPC                           |
| 116694     | 2004 CW85  | 14 fev 2004 | Kitt Peak     | Spacewatch      | —         | MPC                           |
| 116695     | 2004 CQ91  | 13 fev 2004 | Palomar       | NEAT            | —         | MPC                           |
| 116696     | 2004 CH92  | 14 fev 2004 | Socorro       | LINEAR          | —         | MPC                           |
| 116697     | 2004 CO92  | 14 fev 2004 | Haleakalā     | NEAT            | —         | MPC                           |
| 116698     | 2004 CZ97  | 14 fev 2004 | Socorro       | LINEAR          | —         | MPC                           |
| 116699     | 2004 CP98  | 14 fev 2004 | Catalina      | CSS             | —         | MPC                           |
| 116700     | 2004 CW99  | 15 fev 2004 | Catalina      | CSS             | —         | MPC                           |

## 116701–116800
| Designação | Designação | Descoberta  | Descoberta       | Descobridor(es)       | Categoria | Mais informações / Referência |
| Permanente | Provisória | Data        | Local            | Descobridor(es)       | Categoria | Mais informações / Referência |
| ---------- | ---------- | ----------- | ---------------- | --------------------- | --------- | ----------------------------- |
| 116701     | 2004 CJ101 | 15 fev 2004 | Catalina         | CSS                   | —         | MPC                           |
| 116702     | 2004 CM101 | 12 fev 2004 | Palomar          | NEAT                  | —         | MPC                           |
| 116703     | 2004 CS101 | 12 fev 2004 | Palomar          | NEAT                  | —         | MPC                           |
| 116704     | 2004 CZ101 | 12 fev 2004 | Palomar          | NEAT                  | —         | MPC                           |
| 116705     | 2004 CO102 | 12 fev 2004 | Palomar          | NEAT                  | —         | MPC                           |
| 116706     | 2004 CR102 | 12 fev 2004 | Palomar          | NEAT                  | —         | MPC                           |
| 116707     | 2004 CD107 | 14 fev 2004 | Palomar          | NEAT                  | —         | MPC                           |
| 116708     | 2004 CE113 | 13 fev 2004 | Anderson Mesa    | LONEOS                | —         | MPC                           |
| 116709     | 2004 CS113 | 13 fev 2004 | Anderson Mesa    | LONEOS                | —         | MPC                           |
| 116710     | 2004 CF114 | 13 fev 2004 | Anderson Mesa    | LONEOS                | —         | MPC                           |
| 116711     | 2004 DY3   | 16 fev 2004 | Socorro          | LINEAR                | Brangane  | MPC                           |
| 116712     | 2004 DX4   | 16 fev 2004 | Socorro          | LINEAR                | —         | MPC                           |
| 116713     | 2004 DZ4   | 16 fev 2004 | Socorro          | LINEAR                | —         | MPC                           |
| 116714     | 2004 DO6   | 16 fev 2004 | Kitt Peak        | Spacewatch            | —         | MPC                           |
| 116715     | 2004 DQ6   | 16 fev 2004 | Kitt Peak        | Spacewatch            | —         | MPC                           |
| 116716     | 2004 DM7   | 17 fev 2004 | Desert Eagle     | W. K. Y. Yeung        | —         | MPC                           |
| 116717     | 2004 DU8   | 17 fev 2004 | Kitt Peak        | Spacewatch            | —         | MPC                           |
| 116718     | 2004 DV8   | 17 fev 2004 | Kitt Peak        | Spacewatch            | Mitidika  | MPC                           |
| 116719     | 2004 DN10  | 18 fev 2004 | Desert Eagle     | W. K. Y. Yeung        | —         | MPC                           |
| 116720     | 2004 DG11  | 16 fev 2004 | Kitt Peak        | Spacewatch            | Mitidika  | MPC                           |
| 116721     | 2004 DT11  | 17 fev 2004 | Kitt Peak        | Spacewatch            | —         | MPC                           |
| 116722     | 2004 DS12  | 16 fev 2004 | Catalina         | CSS                   | —         | MPC                           |
| 116723     | 2004 DC13  | 16 fev 2004 | Catalina         | CSS                   | —         | MPC                           |
| 116724     | 2004 DE13  | 16 fev 2004 | Catalina         | CSS                   | —         | MPC                           |
| 116725     | 2004 DG13  | 16 fev 2004 | Catalina         | CSS                   | —         | MPC                           |
| 116726     | 2004 DK14  | 16 fev 2004 | Catalina         | CSS                   | —         | MPC                           |
| 116727     | 2004 DL16  | 17 fev 2004 | Haleakalā        | NEAT                  | —         | MPC                           |
| 116728     | 2004 DZ20  | 17 fev 2004 | Catalina         | CSS                   | —         | MPC                           |
| 116729     | 2004 DR22  | 18 fev 2004 | Socorro          | LINEAR                | —         | MPC                           |
| 116730     | 2004 DC23  | 18 fev 2004 | Catalina         | CSS                   | —         | MPC                           |
| 116731     | 2004 DC24  | 19 fev 2004 | Socorro          | LINEAR                | —         | MPC                           |
| 116732     | 2004 DO24  | 19 fev 2004 | Socorro          | LINEAR                | —         | MPC                           |
| 116733     | 2004 DY25  | 16 fev 2004 | Socorro          | LINEAR                | —         | MPC                           |
| 116734     | 2004 DD34  | 18 fev 2004 | Catalina         | CSS                   | —         | MPC                           |
| 116735     | 2004 DD37  | 19 fev 2004 | Socorro          | LINEAR                | —         | MPC                           |
| 116736     | 2004 DE37  | 19 fev 2004 | Socorro          | LINEAR                | —         | MPC                           |
| 116737     | 2004 DC38  | 19 fev 2004 | Socorro          | LINEAR                | —         | MPC                           |
| 116738     | 2004 DT41  | 19 fev 2004 | Socorro          | LINEAR                | —         | MPC                           |
| 116739     | 2004 DX41  | 19 fev 2004 | Socorro          | LINEAR                | —         | MPC                           |
| 116740     | 2004 DA45  | 19 fev 2004 | Socorro          | LINEAR                | —         | MPC                           |
| 116741     | 2004 DR45  | 26 fev 2004 | Desert Eagle     | W. K. Y. Yeung        | —         | MPC                           |
| 116742     | 2004 DV47  | 19 fev 2004 | Socorro          | LINEAR                | —         | MPC                           |
| 116743     | 2004 DB48  | 19 fev 2004 | Socorro          | LINEAR                | —         | MPC                           |
| 116744     | 2004 DD48  | 19 fev 2004 | Socorro          | LINEAR                | —         | MPC                           |
| 116745     | 2004 DO48  | 19 fev 2004 | Socorro          | LINEAR                | —         | MPC                           |
| 116746     | 2004 DC49  | 19 fev 2004 | Socorro          | LINEAR                | —         | MPC                           |
| 116747     | 2004 DC51  | 23 fev 2004 | Socorro          | LINEAR                | —         | MPC                           |
| 116748     | 2004 DX51  | 23 fev 2004 | Socorro          | LINEAR                | —         | MPC                           |
| 116749     | 2004 DE52  | 25 fev 2004 | Socorro          | LINEAR                | —         | MPC                           |
| 116750     | 2004 DG52  | 25 fev 2004 | Socorro          | LINEAR                | —         | MPC                           |
| 116751     | 2004 DT52  | 25 fev 2004 | Socorro          | LINEAR                | —         | MPC                           |
| 116752     | 2004 DZ52  | 25 fev 2004 | Socorro          | LINEAR                | —         | MPC                           |
| 116753     | 2004 DD60  | 26 fev 2004 | Socorro          | LINEAR                | —         | MPC                           |
| 116754     | 2004 DT60  | 26 fev 2004 | Socorro          | LINEAR                | —         | MPC                           |
| 116755     | 2004 DG66  | 23 fev 2004 | Socorro          | LINEAR                | —         | MPC                           |
| 116756     | 2004 DV74  | 17 fev 2004 | Kitt Peak        | Spacewatch            | —         | MPC                           |
| 116757     | 2004 EF1   | 14 mar 2004 | Socorro          | LINEAR                | Juno      | MPC                           |
| 116758     | 2004 EA3   | 10 mar 2004 | Palomar          | NEAT                  | —         | MPC                           |
| 116759     | 2004 EH4   | 11 mar 2004 | Palomar          | NEAT                  | —         | MPC                           |
| 116760     | 2004 EF5   | 11 mar 2004 | Palomar          | NEAT                  | —         | MPC                           |
| 116761     | 2004 ED6   | 12 mar 2004 | Palomar          | NEAT                  | —         | MPC                           |
| 116762     | 2004 ER7   | 12 mar 2004 | Palomar          | NEAT                  | —         | MPC                           |
| 116763     | 2004 EW7   | 13 mar 2004 | Palomar          | NEAT                  | —         | MPC                           |
| 116764     | 2004 EO8   | 13 mar 2004 | Palomar          | NEAT                  | —         | MPC                           |
| 116765     | 2004 ES8   | 13 mar 2004 | Palomar          | NEAT                  | —         | MPC                           |
| 116766     | 2004 EJ10  | 14 mar 2004 | Kitt Peak        | Spacewatch            | —         | MPC                           |
| 116767     | 2004 ET11  | 10 mar 2004 | Haleakalā        | NEAT                  | —         | MPC                           |
| 116768     | 2004 EE13  | 11 mar 2004 | Palomar          | NEAT                  | —         | MPC                           |
| 116769     | 2004 EN14  | 11 mar 2004 | Palomar          | NEAT                  | —         | MPC                           |
| 116770     | 2004 ED15  | 11 mar 2004 | Palomar          | NEAT                  | —         | MPC                           |
| 116771     | 2004 EN17  | 12 mar 2004 | Palomar          | NEAT                  | —         | MPC                           |
| 116772     | 2004 EP17  | 12 mar 2004 | Palomar          | NEAT                  | —         | MPC                           |
| 116773     | 2004 ED18  | 12 mar 2004 | Palomar          | NEAT                  | Phocaea   | MPC                           |
| 116774     | 2004 EV18  | 14 mar 2004 | Catalina         | CSS                   | —         | MPC                           |
| 116775     | 2004 EW21  | 15 mar 2004 | Desert Eagle     | W. K. Y. Yeung        | —         | MPC                           |
| 116776     | 2004 ED22  | 14 mar 2004 | Catalina         | CSS                   | —         | MPC                           |
| 116777     | 2004 EJ22  | 15 mar 2004 | Goodricke-Pigott | Goodricke-Pigott Obs. | —         | MPC                           |
| 116778     | 2004 EY25  | 13 mar 2004 | Palomar          | NEAT                  | —         | MPC                           |
| 116779     | 2004 EM29  | 15 mar 2004 | Kitt Peak        | Spacewatch            | —         | MPC                           |
| 116780     | 2004 EH31  | 13 mar 2004 | Palomar          | NEAT                  | —         | MPC                           |
| 116781     | 2004 EL31  | 14 mar 2004 | Palomar          | NEAT                  | —         | MPC                           |
| 116782     | 2004 EV31  | 14 mar 2004 | Palomar          | NEAT                  | —         | MPC                           |
| 116783     | 2004 EW31  | 14 mar 2004 | Palomar          | NEAT                  | —         | MPC                           |
| 116784     | 2004 EC34  | 12 mar 2004 | Palomar          | NEAT                  | Juno      | MPC                           |
| 116785     | 2004 EJ34  | 12 mar 2004 | Palomar          | NEAT                  | —         | MPC                           |
| 116786     | 2004 EN34  | 12 mar 2004 | Palomar          | NEAT                  | —         | MPC                           |
| 116787     | 2004 EX34  | 12 mar 2004 | Palomar          | NEAT                  | —         | MPC                           |
| 116788     | 2004 EJ35  | 12 mar 2004 | Palomar          | NEAT                  | —         | MPC                           |
| 116789     | 2004 EU38  | 14 mar 2004 | Kitt Peak        | Spacewatch            | —         | MPC                           |
| 116790     | 2004 EX38  | 14 mar 2004 | Catalina         | CSS                   | —         | MPC                           |
| 116791     | 2004 EZ40  | 15 mar 2004 | Kitt Peak        | Spacewatch            | —         | MPC                           |
| 116792     | 2004 ER42  | 15 mar 2004 | Catalina         | CSS                   | —         | MPC                           |
| 116793     | 2004 EJ43  | 15 mar 2004 | Kitt Peak        | Spacewatch            | Brangane  | MPC                           |
| 116794     | 2004 EK43  | 15 mar 2004 | Socorro          | LINEAR                | —         | MPC                           |
| 116795     | 2004 ER47  | 15 mar 2004 | Catalina         | CSS                   | —         | MPC                           |
| 116796     | 2004 EZ48  | 15 mar 2004 | Kitt Peak        | Spacewatch            | —         | MPC                           |
| 116797     | 2004 EC57  | 15 mar 2004 | Palomar          | NEAT                  | —         | MPC                           |
| 116798     | 2004 EN59  | 15 mar 2004 | Palomar          | NEAT                  | —         | MPC                           |
| 116799     | 2004 EQ59  | 15 mar 2004 | Palomar          | NEAT                  | Meliboea  | MPC                           |
| 116800     | 2004 ED60  | 15 mar 2004 | Palomar          | NEAT                  | —         | MPC                           |

## 116801–116900
| Designação | Designação | Descoberta  | Descoberta    | Descobridor(es) | Categoria | Mais informações / Referência |
| Permanente | Provisória | Data        | Local         | Descobridor(es) | Categoria | Mais informações / Referência |
| ---------- | ---------- | ----------- | ------------- | --------------- | --------- | ----------------------------- |
| 116801     | 2004 ES63  | 13 mar 2004 | Palomar       | NEAT            | —         | MPC                           |
| 116802     | 2004 EJ66  | 14 mar 2004 | Socorro       | LINEAR          | —         | MPC                           |
| 116803     | 2004 EJ68  | 15 mar 2004 | Socorro       | LINEAR          | —         | MPC                           |
| 116804     | 2004 EJ70  | 15 mar 2004 | Kitt Peak     | Spacewatch      | —         | MPC                           |
| 116805     | 2004 EP71  | 15 mar 2004 | Catalina      | CSS             | —         | MPC                           |
| 116806     | 2004 EB73  | 15 mar 2004 | Catalina      | CSS             | —         | MPC                           |
| 116807     | 2004 EC73  | 15 mar 2004 | Catalina      | CSS             | —         | MPC                           |
| 116808     | 2004 ED73  | 15 mar 2004 | Catalina      | CSS             | —         | MPC                           |
| 116809     | 2004 EV73  | 15 mar 2004 | Kitt Peak     | Spacewatch      | —         | MPC                           |
| 116810     | 2004 EX76  | 15 mar 2004 | Catalina      | CSS             | —         | MPC                           |
| 116811     | 2004 EP77  | 15 mar 2004 | Socorro       | LINEAR          | —         | MPC                           |
| 116812     | 2004 EV77  | 15 mar 2004 | Socorro       | LINEAR          | —         | MPC                           |
| 116813     | 2004 EA80  | 14 mar 2004 | Socorro       | LINEAR          | —         | MPC                           |
| 116814     | 2004 EM80  | 14 mar 2004 | Socorro       | LINEAR          | —         | MPC                           |
| 116815     | 2004 EQ80  | 14 mar 2004 | Socorro       | LINEAR          | —         | MPC                           |
| 116816     | 2004 EY83  | 14 mar 2004 | Palomar       | NEAT            | —         | MPC                           |
| 116817     | 2004 ER86  | 15 mar 2004 | Kitt Peak     | Spacewatch      | —         | MPC                           |
| 116818     | 2004 ER94  | 15 mar 2004 | Socorro       | LINEAR          | —         | MPC                           |
| 116819     | 2004 FM    | 16 mar 2004 | Socorro       | LINEAR          | Juno      | MPC                           |
| 116820     | 2004 FO    | 16 mar 2004 | Catalina      | CSS             | —         | MPC                           |
| 116821     | 2004 FF12  | 16 mar 2004 | Catalina      | CSS             | —         | MPC                           |
| 116822     | 2004 FR12  | 16 mar 2004 | Catalina      | CSS             | —         | MPC                           |
| 116823     | 2004 FY12  | 16 mar 2004 | Catalina      | CSS             | —         | MPC                           |
| 116824     | 2004 FT14  | 16 mar 2004 | Catalina      | CSS             | —         | MPC                           |
| 116825     | 2004 FG15  | 16 mar 2004 | Kitt Peak     | Spacewatch      | —         | MPC                           |
| 116826     | 2004 FA16  | 26 mar 2004 | Socorro       | LINEAR          | —         | MPC                           |
| 116827     | 2004 FT17  | 26 mar 2004 | Socorro       | LINEAR          | Juno      | MPC                           |
| 116828     | 2004 FD21  | 16 mar 2004 | Socorro       | LINEAR          | —         | MPC                           |
| 116829     | 2004 FV25  | 17 mar 2004 | Socorro       | LINEAR          | —         | MPC                           |
| 116830     | 2004 FU26  | 17 mar 2004 | Socorro       | LINEAR          | —         | MPC                           |
| 116831     | 2004 FA31  | 29 mar 2004 | Socorro       | LINEAR          | Eos       | MPC                           |
| 116832     | 2004 FR32  | 16 mar 2004 | Kitt Peak     | Spacewatch      | —         | MPC                           |
| 116833     | 2004 FB35  | 16 mar 2004 | Kitt Peak     | Spacewatch      | Phocaea   | MPC                           |
| 116834     | 2004 FB36  | 16 mar 2004 | Socorro       | LINEAR          | —         | MPC                           |
| 116835     | 2004 FL36  | 16 mar 2004 | Socorro       | LINEAR          | —         | MPC                           |
| 116836     | 2004 FL38  | 17 mar 2004 | Socorro       | LINEAR          | —         | MPC                           |
| 116837     | 2004 FZ38  | 17 mar 2004 | Socorro       | LINEAR          | —         | MPC                           |
| 116838     | 2004 FA39  | 17 mar 2004 | Socorro       | LINEAR          | —         | MPC                           |
| 116839     | 2004 FO39  | 17 mar 2004 | Socorro       | LINEAR          | —         | MPC                           |
| 116840     | 2004 FP39  | 17 mar 2004 | Socorro       | LINEAR          | —         | MPC                           |
| 116841     | 2004 FQ39  | 17 mar 2004 | Catalina      | CSS             | —         | MPC                           |
| 116842     | 2004 FN42  | 18 mar 2004 | Kitt Peak     | Spacewatch      | —         | MPC                           |
| 116843     | 2004 FH45  | 16 mar 2004 | Socorro       | LINEAR          | —         | MPC                           |
| 116844     | 2004 FR48  | 18 mar 2004 | Socorro       | LINEAR          | —         | MPC                           |
| 116845     | 2004 FY48  | 18 mar 2004 | Socorro       | LINEAR          | —         | MPC                           |
| 116846     | 2004 FE49  | 18 mar 2004 | Socorro       | LINEAR          | —         | MPC                           |
| 116847     | 2004 FN51  | 19 mar 2004 | Palomar       | NEAT            | —         | MPC                           |
| 116848     | 2004 FE52  | 19 mar 2004 | Socorro       | LINEAR          | —         | MPC                           |
| 116849     | 2004 FN55  | 19 mar 2004 | Socorro       | LINEAR          | —         | MPC                           |
| 116850     | 2004 FS60  | 18 mar 2004 | Kitt Peak     | Spacewatch      | —         | MPC                           |
| 116851     | 2004 FJ64  | 19 mar 2004 | Socorro       | LINEAR          | —         | MPC                           |
| 116852     | 2004 FL65  | 19 mar 2004 | Socorro       | LINEAR          | —         | MPC                           |
| 116853     | 2004 FN65  | 19 mar 2004 | Socorro       | LINEAR          | —         | MPC                           |
| 116854     | 2004 FW65  | 19 mar 2004 | Socorro       | LINEAR          | —         | MPC                           |
| 116855     | 2004 FW66  | 20 mar 2004 | Socorro       | LINEAR          | —         | MPC                           |
| 116856     | 2004 FV76  | 18 mar 2004 | Socorro       | LINEAR          | —         | MPC                           |
| 116857     | 2004 FC78  | 19 mar 2004 | Socorro       | LINEAR          | —         | MPC                           |
| 116858     | 2004 FZ84  | 18 mar 2004 | Kitt Peak     | Spacewatch      | —         | MPC                           |
| 116859     | 2004 FB90  | 20 mar 2004 | Socorro       | LINEAR          | —         | MPC                           |
| 116860     | 2004 FM90  | 20 mar 2004 | Socorro       | LINEAR          | —         | MPC                           |
| 116861     | 2004 FR90  | 20 mar 2004 | Siding Spring | SSS             | —         | MPC                           |
| 116862     | 2004 FZ91  | 23 mar 2004 | Socorro       | LINEAR          | —         | MPC                           |
| 116863     | 2004 FK92  | 18 mar 2004 | Socorro       | LINEAR          | —         | MPC                           |
| 116864     | 2004 FG93  | 20 mar 2004 | Socorro       | LINEAR          | —         | MPC                           |
| 116865     | 2004 FE98  | 23 mar 2004 | Socorro       | LINEAR          | —         | MPC                           |
| 116866     | 2004 FA99  | 20 mar 2004 | Socorro       | LINEAR          | —         | MPC                           |
| 116867     | 2004 FF105 | 24 mar 2004 | Anderson Mesa | LONEOS          | —         | MPC                           |
| 116868     | 2004 FG105 | 24 mar 2004 | Siding Spring | SSS             | —         | MPC                           |
| 116869     | 2004 FJ105 | 24 mar 2004 | Siding Spring | SSS             | —         | MPC                           |
| 116870     | 2004 FR105 | 25 mar 2004 | Socorro       | LINEAR          | —         | MPC                           |
| 116871     | 2004 FM107 | 20 mar 2004 | Socorro       | LINEAR          | —         | MPC                           |
| 116872     | 2004 FJ108 | 23 mar 2004 | Kitt Peak     | Spacewatch      | Mitidika  | MPC                           |
| 116873     | 2004 FP108 | 23 mar 2004 | Kitt Peak     | Spacewatch      | —         | MPC                           |
| 116874     | 2004 FZ109 | 24 mar 2004 | Anderson Mesa | LONEOS          | —         | MPC                           |
| 116875     | 2004 FJ110 | 24 mar 2004 | Anderson Mesa | LONEOS          | —         | MPC                           |
| 116876     | 2004 FQ110 | 25 mar 2004 | Anderson Mesa | LONEOS          | —         | MPC                           |
| 116877     | 2004 FV111 | 26 mar 2004 | Socorro       | LINEAR          | —         | MPC                           |
| 116878     | 2004 FX114 | 21 mar 2004 | Kitt Peak     | Spacewatch      | —         | MPC                           |
| 116879     | 2004 FZ114 | 21 mar 2004 | Kitt Peak     | Spacewatch      | —         | MPC                           |
| 116880     | 2004 FB116 | 23 mar 2004 | Socorro       | LINEAR          | —         | MPC                           |
| 116881     | 2004 FT116 | 23 mar 2004 | Socorro       | LINEAR          | —         | MPC                           |
| 116882     | 2004 FO118 | 22 mar 2004 | Socorro       | LINEAR          | Brangane  | MPC                           |
| 116883     | 2004 FW120 | 23 mar 2004 | Socorro       | LINEAR          | —         | MPC                           |
| 116884     | 2004 FY121 | 24 mar 2004 | Anderson Mesa | LONEOS          | —         | MPC                           |
| 116885     | 2004 FH122 | 25 mar 2004 | Anderson Mesa | LONEOS          | —         | MPC                           |
| 116886     | 2004 FQ122 | 26 mar 2004 | Socorro       | LINEAR          | —         | MPC                           |
| 116887     | 2004 FK123 | 26 mar 2004 | Kitt Peak     | Spacewatch      | —         | MPC                           |
| 116888     | 2004 FW123 | 26 mar 2004 | Catalina      | CSS             | —         | MPC                           |
| 116889     | 2004 FB126 | 27 mar 2004 | Socorro       | LINEAR          | —         | MPC                           |
| 116890     | 2004 FT126 | 27 mar 2004 | Socorro       | LINEAR          | —         | MPC                           |
| 116891     | 2004 FS128 | 27 mar 2004 | Catalina      | CSS             | —         | MPC                           |
| 116892     | 2004 FF132 | 23 mar 2004 | Kitt Peak     | Spacewatch      | —         | MPC                           |
| 116893     | 2004 FC137 | 28 mar 2004 | Socorro       | LINEAR          | —         | MPC                           |
| 116894     | 2004 FA139 | 19 mar 2004 | Socorro       | LINEAR          | —         | MPC                           |
| 116895     | 2004 FP139 | 25 mar 2004 | Anderson Mesa | LONEOS          | —         | MPC                           |
| 116896     | 2004 FQ139 | 25 mar 2004 | Anderson Mesa | LONEOS          | —         | MPC                           |
| 116897     | 2004 FB140 | 26 mar 2004 | Anderson Mesa | LONEOS          | —         | MPC                           |
| 116898     | 2004 FF140 | 26 mar 2004 | Kitt Peak     | Spacewatch      | —         | MPC                           |
| 116899     | 2004 FB142 | 27 mar 2004 | Socorro       | LINEAR          | —         | MPC                           |
| 116900     | 2004 FO143 | 28 mar 2004 | Socorro       | LINEAR          | —         | MPC                           |

## 116901–117000
| Designação        | Designação | Descoberta  | Descoberta    | Descobridor(es) | Categoria | Mais informações / Referência |
| Permanente        | Provisória | Data        | Local         | Descobridor(es) | Categoria | Mais informações / Referência |
| ----------------- | ---------- | ----------- | ------------- | --------------- | --------- | ----------------------------- |
| 116901            | 2004 FX147 | 16 mar 2004 | Kitt Peak     | Spacewatch      | Vesta     | MPC                           |
| 116902            | 2004 FR160 | 18 mar 2004 | Socorro       | LINEAR          | —         | MPC                           |
| 116903 Jeromeapt  | 2004 GW    | 11 abr 2004 | Wrightwood    | J. W. Young     | Mitidika  | MPC                           |
| 116904            | 2004 GB1   | 8 abr 2004  | Palomar       | NEAT            | —         | MPC                           |
| 116905            | 2004 GE1   | 9 abr 2004  | Palomar       | NEAT            | Eos       | MPC                           |
| 116906            | 2004 GV1   | 11 abr 2004 | Catalina      | CSS             | —         | MPC                           |
| 116907            | 2004 GF2   | 10 abr 2004 | Reedy Creek   | J. Broughton    | —         | MPC                           |
| 116908            | 2004 GT2   | 12 abr 2004 | Socorro       | LINEAR          | —         | MPC                           |
| 116909            | 2004 GG3   | 9 abr 2004  | Siding Spring | SSS             | —         | MPC                           |
| 116910            | 2004 GR9   | 10 abr 2004 | Palomar       | NEAT            | —         | MPC                           |
| 116911            | 2004 GY10  | 8 abr 2004  | Palomar       | NEAT            | —         | MPC                           |
| 116912            | 2004 GF11  | 12 abr 2004 | Siding Spring | SSS             | —         | MPC                           |
| 116913            | 2004 GP12  | 11 abr 2004 | Palomar       | NEAT            | —         | MPC                           |
| 116914            | 2004 GB14  | 13 abr 2004 | Catalina      | CSS             | —         | MPC                           |
| 116915            | 2004 GG14  | 13 abr 2004 | Catalina      | CSS             | —         | MPC                           |
| 116916            | 2004 GD15  | 12 abr 2004 | Catalina      | CSS             | —         | MPC                           |
| 116917            | 2004 GZ15  | 9 abr 2004  | Siding Spring | SSS             | —         | MPC                           |
| 116918            | 2004 GB17  | 10 abr 2004 | Palomar       | NEAT            | —         | MPC                           |
| 116919            | 2004 GZ22  | 12 abr 2004 | Anderson Mesa | LONEOS          | —         | MPC                           |
| 116920            | 2004 GW23  | 13 abr 2004 | Catalina      | CSS             | —         | MPC                           |
| 116921            | 2004 GA24  | 13 abr 2004 | Catalina      | CSS             | Ursula    | MPC                           |
| 116922            | 2004 GS24  | 13 abr 2004 | Kitt Peak     | Spacewatch      | —         | MPC                           |
| 116923            | 2004 GK26  | 14 abr 2004 | Anderson Mesa | LONEOS          | —         | MPC                           |
| 116924            | 2004 GL26  | 14 abr 2004 | Anderson Mesa | LONEOS          | —         | MPC                           |
| 116925            | 2004 GR26  | 14 abr 2004 | Anderson Mesa | LONEOS          | —         | MPC                           |
| 116926            | 2004 GY26  | 14 abr 2004 | Anderson Mesa | LONEOS          | —         | MPC                           |
| 116927            | 2004 GA27  | 14 abr 2004 | Palomar       | NEAT            | —         | MPC                           |
| 116928            | 2004 GL27  | 15 abr 2004 | Catalina      | CSS             | —         | MPC                           |
| 116929            | 2004 GO27  | 15 abr 2004 | Palomar       | NEAT            | —         | MPC                           |
| 116930            | 2004 GE29  | 11 abr 2004 | Catalina      | CSS             | Vesta     | MPC                           |
| 116931            | 2004 GS29  | 12 abr 2004 | Palomar       | NEAT            | —         | MPC                           |
| 116932            | 2004 GT29  | 12 abr 2004 | Palomar       | NEAT            | —         | MPC                           |
| 116933            | 2004 GH30  | 12 abr 2004 | Palomar       | NEAT            | Phocaea   | MPC                           |
| 116934            | 2004 GF31  | 13 abr 2004 | Palomar       | NEAT            | Ursula    | MPC                           |
| 116935            | 2004 GA36  | 13 abr 2004 | Palomar       | NEAT            | —         | MPC                           |
| 116936            | 2004 GA38  | 14 abr 2004 | Palomar       | NEAT            | —         | MPC                           |
| 116937            | 2004 GP38  | 15 abr 2004 | Catalina      | CSS             | —         | MPC                           |
| 116938            | 2004 GS38  | 15 abr 2004 | Catalina      | CSS             | —         | MPC                           |
| 116939 Jonstewart | 2004 GG39  | 15 abr 2004 | Catalina      | CSS             | —         | MPC                           |
| 116940            | 2004 GX39  | 15 abr 2004 | Siding Spring | SSS             | —         | MPC                           |
| 116941            | 2004 GE40  | 11 abr 2004 | Palomar       | NEAT            | —         | MPC                           |
| 116942            | 2004 GG41  | 12 abr 2004 | Siding Spring | SSS             | —         | MPC                           |
| 116943            | 2004 GV42  | 15 abr 2004 | Socorro       | LINEAR          | —         | MPC                           |
| 116944            | 2004 GK44  | 12 abr 2004 | Kitt Peak     | Spacewatch      | —         | MPC                           |
| 116945            | 2004 GL45  | 12 abr 2004 | Kitt Peak     | Spacewatch      | —         | MPC                           |
| 116946            | 2004 GT45  | 12 abr 2004 | Kitt Peak     | Spacewatch      | —         | MPC                           |
| 116947            | 2004 GH66  | 13 abr 2004 | Kitt Peak     | Spacewatch      | —         | MPC                           |
| 116948            | 2004 GH71  | 13 abr 2004 | Palomar       | NEAT            | —         | MPC                           |
| 116949            | 2004 GA74  | 11 abr 2004 | Catalina      | CSS             | —         | MPC                           |
| 116950            | 2004 GL75  | 15 abr 2004 | Socorro       | LINEAR          | Eos       | MPC                           |
| 116951            | 2004 GN76  | 15 abr 2004 | Socorro       | LINEAR          | —         | MPC                           |
| 116952            | 2004 GP76  | 15 abr 2004 | Socorro       | LINEAR          | —         | MPC                           |
| 116953            | 2004 GA78  | 15 abr 2004 | Siding Spring | SSS             | —         | MPC                           |
| 116954            | 2004 HS1   | 20 abr 2004 | Desert Eagle  | W. K. Y. Yeung  | Vesta     | MPC                           |
| 116955            | 2004 HK2   | 16 abr 2004 | Kitt Peak     | Spacewatch      | —         | MPC                           |
| 116956            | 2004 HG3   | 16 abr 2004 | Anderson Mesa | LONEOS          | —         | MPC                           |
| 116957            | 2004 HL3   | 16 abr 2004 | Palomar       | NEAT            | —         | MPC                           |
| 116958            | 2004 HZ3   | 17 abr 2004 | Socorro       | LINEAR          | —         | MPC                           |
| 116959            | 2004 HB6   | 17 abr 2004 | Socorro       | LINEAR          | —         | MPC                           |
| 116960            | 2004 HD6   | 17 abr 2004 | Socorro       | LINEAR          | —         | MPC                           |
| 116961            | 2004 HH6   | 17 abr 2004 | Socorro       | LINEAR          | —         | MPC                           |
| 116962            | 2004 HE7   | 17 abr 2004 | Socorro       | LINEAR          | —         | MPC                           |
| 116963            | 2004 HC8   | 16 abr 2004 | Kitt Peak     | Spacewatch      | —         | MPC                           |
| 116964            | 2004 HD8   | 16 abr 2004 | Socorro       | LINEAR          | —         | MPC                           |
| 116965            | 2004 HB9   | 16 abr 2004 | Palomar       | NEAT            | —         | MPC                           |
| 116966            | 2004 HH10  | 17 abr 2004 | Socorro       | LINEAR          | —         | MPC                           |
| 116967            | 2004 HO10  | 17 abr 2004 | Socorro       | LINEAR          | —         | MPC                           |
| 116968            | 2004 HJ11  | 19 abr 2004 | Socorro       | LINEAR          | —         | MPC                           |
| 116969            | 2004 HZ11  | 19 abr 2004 | Socorro       | LINEAR          | Vesta     | MPC                           |
| 116970            | 2004 HJ15  | 16 abr 2004 | Kitt Peak     | Spacewatch      | Vesta     | MPC                           |
| 116971            | 2004 HH16  | 17 abr 2004 | Socorro       | LINEAR          | —         | MPC                           |
| 116972            | 2004 HZ16  | 16 abr 2004 | Socorro       | LINEAR          | —         | MPC                           |
| 116973            | 2004 HZ17  | 17 abr 2004 | Socorro       | LINEAR          | —         | MPC                           |
| 116974            | 2004 HQ18  | 17 abr 2004 | Palomar       | NEAT            | Eos       | MPC                           |
| 116975            | 2004 HC25  | 19 abr 2004 | Socorro       | LINEAR          | —         | MPC                           |
| 116976            | 2004 HH26  | 19 abr 2004 | Socorro       | LINEAR          | —         | MPC                           |
| 116977            | 2004 HO27  | 20 abr 2004 | Socorro       | LINEAR          | —         | MPC                           |
| 116978            | 2004 HK28  | 20 abr 2004 | Socorro       | LINEAR          | —         | MPC                           |
| 116979            | 2004 HY28  | 20 abr 2004 | Socorro       | LINEAR          | —         | MPC                           |
| 116980            | 2004 HD29  | 21 abr 2004 | Kitt Peak     | Spacewatch      | —         | MPC                           |
| 116981            | 2004 HP30  | 21 abr 2004 | Socorro       | LINEAR          | Brangane  | MPC                           |
| 116982            | 2004 HU30  | 17 abr 2004 | Socorro       | LINEAR          | Eos       | MPC                           |
| 116983            | 2004 HT33  | 16 abr 2004 | Socorro       | LINEAR          | —         | MPC                           |
| 116984            | 2004 HW33  | 16 abr 2004 | Socorro       | LINEAR          | —         | MPC                           |
| 116985            | 2004 HY33  | 16 abr 2004 | Socorro       | LINEAR          | —         | MPC                           |
| 116986            | 2004 HC34  | 16 abr 2004 | Palomar       | NEAT            | —         | MPC                           |
| 116987            | 2004 HF34  | 16 abr 2004 | Palomar       | NEAT            | —         | MPC                           |
| 116988            | 2004 HM34  | 17 abr 2004 | Socorro       | LINEAR          | —         | MPC                           |
| 116989            | 2004 HW42  | 20 abr 2004 | Socorro       | LINEAR          | —         | MPC                           |
| 116990            | 2004 HT44  | 21 abr 2004 | Socorro       | LINEAR          | —         | MPC                           |
| 116991            | 2004 HK45  | 21 abr 2004 | Socorro       | LINEAR          | —         | MPC                           |
| 116992            | 2004 HS45  | 21 abr 2004 | Socorro       | LINEAR          | Brangane  | MPC                           |
| 116993            | 2004 HZ45  | 21 abr 2004 | Siding Spring | SSS             | —         | MPC                           |
| 116994            | 2004 HC47  | 22 abr 2004 | Socorro       | LINEAR          | Ursula    | MPC                           |
| 116995            | 2004 HN47  | 22 abr 2004 | Catalina      | CSS             | —         | MPC                           |
| 116996            | 2004 HQ48  | 22 abr 2004 | Siding Spring | SSS             | —         | MPC                           |
| 116997            | 2004 HC50  | 23 abr 2004 | Socorro       | LINEAR          | —         | MPC                           |
| 116998            | 2004 HV50  | 23 abr 2004 | Haleakalā     | NEAT            | —         | MPC                           |
| 116999            | 2004 HG53  | 25 abr 2004 | Socorro       | LINEAR          | —         | MPC                           |
| 117000            | 2004 HU54  | 21 abr 2004 | Socorro       | LINEAR          | —         | MPC                           |